# Втрати силових структур внаслідок російського вторгнення в Україну (жовтень 2024)

## Список загиблих за жовтень 2024
| №         | Світлина Емблема | Прізвище, ім'я, по батькові                  | Про особу | Дата смерті         | Обставини смерті |
| --------- | ---------------- | -------------------------------------------- | --- | ------------------- | --- |
| 1 жовтня  |                  |                                              | |                     | |
| 22770     |                  | Карплюк Андрій                               | 13.12.1974 Львів’янин. Навчався у Середній загальноосвітній школі №62. Здобув вищу освіту на географічному факультеті Львівського національного університету імені Івана Франка. Після завершення навчання працював головним редактором газети «Нерухомість», також займався приватним підприємництвом у сфері виготовлення меблів. У вільний час захоплювався футболом, займався гірським туризмом та мав широке коло друзів. Із перших днів повномасштабного вторгнення російської федерації добровільно став на захист держави до складу 710-ї окремої бригади охорони Державної спеціальної служби транспорту Міністерства оборони України. Під час проходження служби отримав звання «старший лейтенант». | 1 жовтня 2024       | Залишилися мама та сестра з родиною . |
| 22771     |                  | Мерчук Андрій                                | 37 років, м. Стрий. Був оператором взводу протитанкових керованих ракет роти вогневої підтримки 2 парашутно-десантного батальйону. | 1 жовтня 2024       | Загинув 1 жовтня поблизу Лисівки на Донеччині |
| 22772     |                  | Грицюк Віктор                                | 50 років. Приєднався до лав Збройних сил України у 2016 році. Виконував обов’язки командира гранатомета протитанкового взводу механізованого батальйону. | 1 жовтня 2024       | Помер у лікарні в місті Одеса, внаслідок отриманих поранень під час бойових дій у Донецькій області. Похований у селі Тилявка . |
| 22773     |                  | Кондратенко Василь                           | 28 років, м. Броди Золочівського району. Був водієм мінометного взводу механізованого батальйону військової частини. | 1 жовтня 2024       | Загинув під час виконання завдання поблизу села Оріхово-Василівка Донецької області |
| 22774     |                  | Коханюк Богдан Миронович                     | 25 грудня 2004, 19 років. Коли почалась повномасштабна війна йому було 17 років. Впродовж року відвідував вишколи, а коли став повнолітнім – долучився до "Вовків да Вінчі". Воював на Запорізькому та Лиманському напрямках, а також під Бахмутом. Під час бою отримав поранення руки та проходив реабілітацію. Йому не дозволяли виходити на бойові, тому перевівся в АЗОВ, у 6-й батальйон спеціального призначення. У складі бригади провоював два місяці на посаді кулеметника. | 1 жовтня 2024       | Загинув у стрілецькому бою в Торецьку, Донецька область. Похований на Садгірському кладовищі у Чернівцях |
| 22775     |                  | Петренко Дмитро                              | 5 серпня 1986, м. Полтава. Захищав Україну під час повномасштабного вторгнення. Служив на посаді командира відділення взводу зв'язку, мав звання молодшого сержанта. | 1 жовтня 2024       | Загинув 1 жовтня при виконанні бойового завдання в Донецькій області . |
| 22776     |                  | Жигло Олексій                                | 3 жовтня 1984, м. Мерефа. | 1 жовтня 2024       | Помер після довготривалого лікування |
| 22777     |                  | Покропівний Микола                           | | 1 жовтня 2024       | Загинув біля населеного пункту Новогродівка Покровського району Донецької області |
| 22778     |                  | Мулько Євгеній                               | 45 років, Панютине. Мобілізувався до лав ЗСУ 1 липня 2024 року. Служив старшим стрільцем. | 1 жовтня 2024       | Загинув в районі села Черкаське Порічне Курської області. Похований на кладовищі у селі Хлібне |
| 22779     |                  | Бряков Олег                                  | 53 роки, Шаринськ Курганської області. У складі механізованої роти на посаді головного сержанта взводу звільняв від ворога населені пункти Херсонщини. Воював у найгарячіших точках на Донеччині: Бахмут, Андріївка, Кліщіївка. Наступною була Рівненщина і виконання бойового завдання з охорони державного кордону України. Потім знову був Бахмут. | 1 жовтня 2024       | Загинув поблизу Торського Краматорського району під час евакуації поранених внаслідок влучання FPV-дрона |
| 22780     |                  | Галат Сергій Анатолійович                    | 1976, м. Тростянець. Закінчив Сумське вище артилерійське училище. З вересня 2022 року ніс військову службу на посаді командира взводу протитанкових ракетних комплексів стрілецького батальйону, капітан. | 1 жовтня 2024       | Помер у лікарні Запоріжжя |
| 2 жовтня  |                  |                                              | |                     | |
| 22800     |                  | Ксьонз Олександр                             | 28 жовтня 1982, с. Денисівка, Оржицького району, але з дитинства мешкав у Миргороді. Закінчив школу №9, згодом навчався у Хорольському державному агропромисловому коледжі. З квітня 2024 проходив військові навчання в Україні та Великій Британії, а з червня 2024 захищав Україну в складі 100-ї окремої механізованої бригади. Солдат. | 2 жовтня 2024       | Загинув під час оборони міста Торецьк на Донеччині |
| 22801     |                  | Прокопчук Ростислав                          | с. Новоставці Лопатинської територіальної громади. З початком повномасштабної російсько-української війни вступив до Національної гвардії України як доброволець. Був інспектором прикордонної служби вищої категоріі-начальника 3 відділення прикордонної комендатури швидкого реагування військової частини 9938. | 2 жовтня 2024       | Загинув біля села Білогорівка Луганської області |
| 22802     |                  | Дядюра Віталій                               | 9 лютого 1983, м. Світловодськ. Навчався у місцевій ЗШ №5, згодом проходив службу в армії ЗСУ. За життя працював на ТОВ «Каскад» та ПП «Віктор і К». Долучився до війська 11 липня 2024 року, служив на посаді водія-слюсаря 1 рухомої ремонтної майстерні ремонтного взводу автомобільної техніки ремонтної роти батальйону логістики. | 2 жовтня 2024       | Загинув поблизу населеного пункту Борова Ізюмського району, Харківської області. Залишилися мати, сестра, дружина та донька |
| 22803     |                  | Соснівський Юрій-Теодор                      | 4.05.1998, м. Львів. Навчався у Середній загальноосвітній школі №86 м. Львова. Здобув освіту у Відокремленому структурному підрозділі «Львівський фаховий коледж транспортної інфраструктури Національного університету «Львівська політехніка». Згодом вступив до Львівської філії Дніпровського національного університету залізничного транспорту імені академіка Всеволода Лазаряна. Впродовж останнього періоду працював у Регіональній філії «Львівська залізниця» Акціонерного товариства «Українська залізниця». Із перших днів повномасштабного вторгнення добровільно став на захист держави від окупантів до лав 2-ї окремої Галицької бригади НГУ. Згодом вступив до складу «Азову». Виконував бойові завдання на східному напрямку фронту, за особисту мужність був відзначений командуванням НГУ. | 2 жовтня 2024       | Залишилися батьки, брат та сестра |
| 22804     |                  | Дюга Роман                                   | 38 років, м. Стрий. Був гранатометником механізованого відділення | 2 жовтня 2024       | Отримав поранення в бою під Курськом та помер 2 жовтня в госпіталі у Києві . |
| 22805     |                  | Попадик Володимир                            | 30 років, с. Повітно Городоцької громади. Воював у складі 24 окремої механізованої бригади імені короля Данила. | 2 жовтня 2024       | Загинув у Донецькій області |
| 22806     |                  | Гриб Ігор Анатолійович                       | 1 вересня 1991, селище Криве Озеро, Миколаївська область. Проходив військову службу за контрактом з 2014 року, брав участь у боях на Савур-Могилі, в Іловайську, в обороні Мар’їнки та Красногорівки. Підполковник, з 2021-го року командир 186-го батальйону ТРО, 123 ОБрТрО. Брав безпосередню участь у визволенні Миколаївщини та Херсонщини, а з листопада 2022 року виконував бойові завдання із захисту узбережжя річки Дніпро і островів Херсонської області. | 2 жовтня 2024       | Загинув поблизу м. Вугледар Донецької області . |
| 22807     |                  | Андрійчук Степан                             | м. Берегомет. Був солдатом військової частини А4856. | 2 жовтня 2024       | Загинув у Чугуївському районі на Харківщині |
| 22808     |                  | Бундзило Ігор                                | 11.05.1977, с. Малі Мокряни. 110 ОМБр | 2 жовтня 2024       | [ 20 ] |
| 3 жовтня  |                  |                                              | |                     | |
| 22830     |                  | Олексин Владислав                            | 4.10.2003. Навчався на четвертому курсі факультету історії, політології та міжнародних відносин Прикарпатського національного університету за освітньою програмою "Історія та археологія". | 3 жовтня 2024       | [ 21 ] |
| 21831     |                  | Сай Олександр Петрович («Таксист»)           | 1 квітня 1968, с. Степанівка Борзнянського району Чернігівської області. З 1995 року з сім'єю проживав у Славутичі. Працював водім Автотранспортного господарства Чорнобильської АЕС. Перед війною працював далекобійником. 24 лютого 2022 року зустрів у Макарові Київської області. З перших днів ворожого вторгнення добровольцем долучився до місцевої територіальної оборони. Весною 2023 разом з іншими членами групи "Дика качка" став бійцем 78-го полку ДШВ Ґерць. Воював на Запорізькому напрямку, під Покровськом, Курській області, на кордоні Сумської області. | 3 жовтня 2024       | Загинув внаслідок поранень, отриманих на кордоні України біля населеного пункту Біловоди Сумської області потрапивши від атаку FPV-дрона. Помер в лікарні в місті Суми. Похований в місті Славутич, Київська область                                                                            |
| 21832     |                  | Гладкий Василь                               | с. Годині Мостиської громади. Був молодшим сержантом, старшим навідником протитанкового взводу військової частини А4123. | 3 жовтня 2024       | Загинув під час виконання бойового завдання в районі населеного пункту Терни Краматорського району Донецької області. Похорон відбувся 8 жовтня . |
| 21833     |                  | Париляк Дмитро Михайлович                    | 18 лютого 1971, с. Оболоння. Служив інспектором прикордонної служби 3 категорії, помічником гранатометника 3 відділення інспекторів прикордонної служби 2 прикордонної комендатури швидкого реагування військової частини 1551. | 3 жовтня 2024       | Загинув у селі Дар’їно Суджанського району Курської області |
| 21832     |                  | Лішунов Олександр Володимирович              | | 3 жовтня 2024       | [ 26 ] |
| 21833     |                  | Гулій Михайло                                | 13 липня 1984, с. Старі Кути. Служив стрільцем-помічником гранатометника у 33-й окремій механізованій бригаді, старший солдат. | 3 жовтня 2024       | Загинув під час бойового завдання поблизу села Побєда Покровського району Донецької області . |
| 21834     |                  | Сидор Леонід                                 | 25 років, с. Нижні Ремети Берегівського району. Долучився до прикордонної служби в березні 2022 року. Старший солдат. | 3 жовтня 2024       | [ 28 ] |
| 21835     |                  | Спотар Іван Сергійович                       | с. Новосілка. Був мобілізований на військову службу в червні 2024 року. | 3 жовтня 2024       | Загинув в Донецькій області |
| 21836     |                  | Гнатюк Богдан                                | 24 роки, с. Зеблози. Солдат був механіком-водієм. | 3 жовтня 2024       | Загинув в Донецькій області |
| 21837     |                  | Спас Володимир                               | 35 років, м. Ходорів. Проходив службу у військовій частині А4026. Обіймав посаду навідника другого кулеметного відділення. | 3 жовтня 2024       | Загинув поблизу Синьківки Харківської області . |
| 21838     |                  | Лукін Дмитро Володимирович                   | 11 серпня 1980, м. Вільнянськ. Був будівельником, був газоелектрозварником. На початку повномасштабного вторгнення Дмитро Лукін виготовляв протитанкові їжаки для захисту Запоріжжя, а згодом долучився до лав 109 бригади ТРО. Служив інженерній роті. Більше двох років воював на Донецькому напрямку. За цей час він пройшов шлях від солдата до командира взводу | 3 жовтня 2024       | 3 жовтня поблизу села Олександропіль Донецької області Дмитро Лукін дістав смертельних поранень. Він загинув під час виконання бойового завдання внаслідок мінометного обстрілу. Залишилися дружина та двоє доньок .                                                                            |
| 21839     |                  | Сошенко Дмитро                               | 32 роки, м. Мерефа. | 3 жовтня 2024       | [ 8 ] |
| 21940     |                  | Яригін Дмитро Михайлович («Ярий»)            | 6 квітня 1998. Cтарший солдат, вогнеметник, бригада НГУ Азов | 3 жовтня 2024       | Загинув під час виконання бойового завдання у районі населеного пункту Торецьк, Бахмутського району, Донецької області |
| 4 жовтня  |                  |                                              | |                     | |
| 22860     |                  | Новак Павло                                  | 24 роки, с. Верба. Закінчив Вербський ліцей. Молодший сержант. | 4 жовтня 2024       | https://24tv.ua/pavlo-novak-zaginuv-fronti-shho-vidomo-pro-geroya_n2656717 |
| 22861     |                  | Черешнюк Іван Васильович                     | 55 років, м. Тернопіль | 4 жовтня 2024       | Загинув виконуючи бойове завдання на Херсонщині |
| 22862     |                  | Запорожець Сергій Михайлович                 | 10 березня 1970, м. Красний Луч, Луганська область. Здобув фах зварювальника в СПТУ міста Щастя. Пройшов два роки військової служби в НДР. 27 квітня 1991 одружився, мешкав з дружиною в селі Потік Рогатинського району. Працював газоелектрозварювальником на Рогатинщині. Пізніше їздив на роботу за кордон. Долучився до лав ЗСУ в червні 2024. Проходив 5-ти тижневе навчання в Іспанії. Воював на Донецькому напрямку. | 4 жовтня 2024       | Загинув біля села Торське Краматорського району Донецької області. Залишилися дружина, двоє доньок та внук . |
| 22863     |                  | Кулик Руслан Миколайович («Руля»)            | 16 лютого 1999, м. Бориспіль. | 4 жовтня 2024       | Загинув під час мінометного обстрілу на Куп`янському напрямку |
| 22864     |                  | Федорчук Дмитро                              | 4 квітня 1996. Проживав у присілку Ямна Яремчанської громади. Мобілізований 24 березня 2022 року. Служив механіком-водієм у Державній прикордонній службі України. | 4 жовтня 2024       | Загинув поблизу Білогорівки на Луганщині . |
| 22865     |                  | Химич Мар'ян                                 | 47 років, с. Забужжя Сокальської громади. Став на захист Батьківщини влітку 2023 року. Стрілець 1 стрілецького відділення, 2 стрілецького взводу, 2 стрілецької роти військової частини А7401. | 4 жовтня 2024       | Загинув поблизу населеного пункту Стариця Харківської області внаслідок мінометного обстрілу |
| 22866     |                  | Ференц Микола                                | 48 років, с. Луг Рахівського району. | 4 жовтня 2024       | Загинув внаслідок поранення, отриманого під час виконання бойового завдання . |
| 22867     |                  | Лисенко Анатолій                             | 58 років, с. Софіївка Перша. Не мав власної сім’ї. Єдиною рідною людиною для нього залишався його брат-близнюк, який теж стояв на захисті України, а наразі лікується після отриманого поранення. До лав ЗСУ долучився 29 вересня 2023 року | 4 жовтня 2024       | Загинув поблизу міста Часів Яр |
| 22868     |                  | Полунічев Михайло                            | 39 років, м. Харків. З 2014 року проживав у селі Лобанівці Токарівського старостинського округу. Старший солдат, прикордонник. У травні 2024 року вступив до ДПСУ. | 4 жовтня 2024       | Загинув у боях поблизу Строївки на Куп'янському напрямку унаслідок підриву на російському боєприпасі. Залишились мати, брат та неповнолітня донька |
| 5 жовтня  |                  |                                              | |                     | |
| 22891     |                  | Дадін Ільдар Ільдусович («Ганді»)            | 14 квітня 1982, Желєзнодорожний, Московська область. Брав участь у низці операцій у Донецькій та Харківській областях, а також в обмеженій військовій операції ЗСУ на території Курської області. Бував у боях на Бєлгородщині. Перший росіянин, засуджений за статтею про неодноразове порушення правил проведення мітингів. Стаття з'явилася в Кримінальному кодексі РФ у 2014 році, російські журналісти називають її "дадінською статтею". | 5 жовтня 2024       | Загинув у бою з російськими військами у Харківській області під час артилерійського обстрілу. Кремація відбулася 31 жовтня у Києві на Байковому цвинтарі. Провести в останню путь зібралися побратими з легіону "Свобода Росси", полку імені Кастуся Калиновського та "Сибирского батальйона" . |
| 22892     |                  | Григоращук Тарас Ігорович                    | 1994, с. Прутівка. | 5 жовтня 2024       | [ 41 ] |
| 22893     |                  | Мерцало Тарас                                | 11.07.1979, м. Львів. Навчався у Ліцеї №66 Львівської міської ради. Здобув вищу освіту у Національному університеті «Львівська політехніка». Впродовж свого життя змінив чималу кількість професій, із 2015 року працював у Товаристві з додатковою відповідальністю «Гал-кат». Із початком повномасштабного вторгнення став на захист держави від російських окупантів. Виконував бойові завдання із захисту суверенітету та територіальної цілісності Батьківщини у складі 3-го прикордонного Луганського загону імені Героя України полковника Євгена Пікуса. | 5 жовтня 2024       | Загинув в Луганській області. Залишилися мама, сестра, племінниці . |
| 22894     |                  | Гордон Олег                                  | 37 років, с. Черепин Давидівської громади. Воював у складі 6 окремої механізованої бригади військової частини А4350. | 5 жовтня 2024       | Загинув на Покровському напрямку |
| 22895     |                  | Романько Ростислав («Пабло»)                 | 11 травня 2006, м. Маріуполь. Навчався у Маріупольському будівельному фаховому коледжі. Коли почалося повномасштабне вторгнення, навчальний заклад разом зі студентами переїхав до Хмельницького. Виїхав з окупованого Маріуполя і долучився до організації Центрурія. 11 травня 2024 року коли виповнилося 18 років долучився до лав 3ОШБр. | 5 жовтня 2024       | Є мати та брат, але вони залишилися в окупованому Маріуполі. Сім'я мала різні погляди на війну, тому жінку позбавили батьківських прав, а опіку над Ростиславом взяли у коледжі |
| 22896     |                  | Голубець Роман                               | 30 листопада 1997, с. Городиська. Вступив у Тернопільський національний економічний університет на факультет комп'ютерної інженерії. 24 червня 2024 року мобілізувався до лав ЗСУ. 29 вересня після кількох тижнів тренувань у Словаччині відправився на бойові позиції Донеччини стрільцем-помічником гранатометника механізованої роти. | 5 жовтня 2024       | Загинув поблизу Катеринівки Донецької області під Мар'їнкою |
| 22897     |                  | Волинець Юрій                                | 41 рік, с. Стронятин Куликівської громади. Служив у військовій частині А4765. | 5 жовтня 2024       | Загинув виконуючи бойове завдання поблизу населеного пункту Миколаївка Донецької області |
| 22898     |                  | Десятник Андрій                              | 45 років, м. Шептицький. З 2022 року ніс службу у військовій частині А2144. | 5 жовтня 2024       | Загинув поблизу селища Відродженівське Харківської області під час виконання бойового завдання |
| 22899     |                  | Кривохижий Геннадій Петрович                 | 14 жовтня 2023 року Геннадій Кривохижий був мобілізований для захисту України | 5 жовтня 2024       | Загинув при виконанні бойового завдання в районі н.п. Плавні, Васильківського району |
| 22900     |                  | Сало Ігор                                    | 3 жовтня 2000, с. Піски-Радьківські. Вищу освіту здобув у Харкові, де по закінченні військової кафедри отримав офіцерське звання та був офіцером запасу. У 2023 році приєднався до лав ЗСУ і боронив Україну у складі 65-ї окремої механізованої бригади | 5 жовтня 2024       | Загинув під час виконання бойового завдання біля Новоданилівки Запорізької області |
| 22901     |                  | Нетребко Данііл («Грєнка»)                   | 21 рік, м. Дніпро. Закінчив школу №14. Після повномастабного вторгнення долучився до ТрО, а пізніше перейшов в 46-ту аеромобільну бригаду. Радіотелефоніст-лінійного наглядача, старший солдат. | 5 жовтня 2024       | Загинув від атаки ворожого дрона біля селища Грозне на Донеччині. Похований на Ювілейному кладовищі |
| 22902     |                  | Танасійчук Олександр Олександрович («Танос») | 20.12.1986, с. Іванове. Навчався у місцевій школі. Здобув дві вищі освіти. Був мобілізований до лав Збройних сил України у 2022 році. Лейтенант, командир роти 61 ОМБр | 5 жовтня 2024       | Намагаючись унеможливити охоплення побратимів у кільце та для порятунку поранених, пішов на ворога. Загинув у наслідок влучання FPV дрона в Курській області |
| 6 жовтня  |                  |                                              | |                     | |
| 22909     |                  | Зандер Валерій Валерійович                   | 26 вересня 1994, м. Звягель Житомирської області. Мобілізований 3 лютого 2023 року. | 6 жовтня 2024       | Загинув на Сіверському напрямку. Залишилася мати та брат |
| 22910     |                  | Особа Василь Васильович                      | 24 травня 1989, м. Добромиль Львівської області. Із 2007 року навчався у Техніко-економічному фаховому коледжі Національного університету «Львівська політехніка». Із 2009 року долучився до ВО «Свобода». Брав активну участь у Мовному майдані 2012 року у м. Львові та м. Києві. Був безпосереднім учасником Революції Гідности 2013-2014 років у м. Києві. Був нагороджений "Хрестом 54 ОМБр". Працював помічником депутата Михайла Семчія від партії "Свобода". 23 липня 2016 року одружився з Софією Семчишин, донькою науковиці, політикині Ірини Фаріон. Працював незалежним представником в компанії DIZZY travel, Львів. Служив у 4 батальйоні Сила Свободи Бригади швидкого реагування НГУ "Рубіж". Старший солдат, мінометник. | 6 жовтня 2024       | Загинув на Сіверському напрямку. Залишилася дружина, дочка, син, сестра |
| 22911     |                  | Єзерський Михайло                            | 15.05.1978, м. Львів. Навчався у Ліцеї №38 Львівської міської ради. Здобув освіту у Львівському фаховому коледжі будівництва, архітектури та дизайну, згодом вступив до Вищого професійного училища №63 міста Львова. Після завершення навчання працював у Публічному акціонерному товаристві «Львівський завод «Автонавантажувач», а впродовж останнього періоду – у Львівському комунальному підприємстві «Рясне-402». Із початком повномасштабного вторгнення став на захист держави від загарбників до лав 67-ї окремої механізованої бригади. Виконував завдання із оборони незалежності та територіальної цілісності Батьківщини на Харківщині та Донеччині. | 6 жовтня 2024       | Залишилися мама, дружина, син та брат |
| 22912     |                  | Лис Василь                                   | 23 роки, с. Любешка Бібрської громади. У 2022 році захисник підписав контракт. Служив у військовій частині А3066 Національної Гвардії України. | 6 жовтня 2024       | Загинув 6 жовтня на Харківщині |
| 22913     |                  | Гавара Микола                                | 18 грудня 1982, м. Золочів. Мешкав в селищі Козова, Тернопільська область. У молодому віці став круглим сиротою: спочатку поховав матір, згодом і батька. До лав Збройних сил України приєднався у березні 2024 року. Під час несення служби отримав поранення. | 6 жовтня 2024       | Помер внаслідок отриманих травм під час військових дій |
| 22914     |                  | Карпенко Віктор Вікторович                   | | 6 жовтня 2024       | [ 57 ] |
| 22915     |                  | Лапко Сергій                                 | 28 років, м. Чортків. Уклав контракт із ЗСУ ще у жовтні 2018 році. Старший солдат. | 6 жовтня 2024       | Загинув під час мінометного обстрілу поблизу населеного пункту Обод Курської області. Залишилися батьки, дружина та трирічна донька . |
| 22916     |                  | Юртаєв Костянтин                             | 54 роки, м. Калуш. Служив кулеметником відділення взводу вогневої підтримки | 6 жовтня 2024       | Загинув на Запорізькому напрямку від атаки FPV-дронів |
| 22917     |                  | Резніченко Олександр Володимирович           | 1988. Служив оператором безпілотних летальних апаратів | 6 жовтня 2024       | Загинув під час обстрілу позиції підрозділу поблизу селища Золота Нива Волноваського району Донецької області |
| 22918     |                  | Левандовський Михайло                        | 9 листопада 1978, Хмельницька область. Коли йому виповнилося 2 роки, його родина переїздить на постійне місце проживання на Зміївщину. Навчався у Зідьківській загальноосвітній школі, після закінчення якої вступив до Липковатівського аграрного коледжу | 6 жовтня 2024       | Загинув поблизу Золотої Ниви Донецької області внаслідок удару FPV-дрона. Залишилися донька, син та троє онучок |
| 22919     |                  | Жеребецький Анатолій                         | 26 років, Піщанка. Молодший сержант, служив командиром 3-го стрілецького відділення 121-го окремого батальйону ТрО. | 6 жовтня 2024       | Загинув поблизу Золотої Ниви Волноваського району |
| 7 жовтня  |                  |                                              | |                     | |
| 22940     |                  | Ільницький Ігор                              | 41 рік, м. Сокаль. Служив навідником мінометного відділення мінометного взводу 1 аеромобільного батальйону у військовій частині А2120. | 7 жовтня 2024       | Загинув поблизу населеного пункту Білогорівка Луганської області |
| 22941     |                  | Шарпило Михайло                              | 31 рік, с. Віднів Куликівської громади. Був старшим солдатом військової частини А4123. | 7 жовтня 2024       | Помер у Дніпрі |
| 22942     |                  | Штипук Андрій                                | с. Вілюничі Добромильської громади. Був старшим сержантом роти вогневої підтримки військової частини А7392. | 7 жовтня 2024       | Загинув поблизу населеного пункту Берестове Харківської області під час виконання бойового завдання . |
| 22943     |                  | Левченко Сергій                              | 41, м. Краснокутськ. Ніс службу на Донецькому напрямку, зазнавав контузій | 7 жовтня 2024       | Помер у лікарні Харкова. Лікування у госпіталях Запоріжжя, Дніпра, Івано-Франківська та Харкова не змогло повернути йому здоров’я |
| 8 жовтня  |                  |                                              | |                     | |
| 22970     |                  | Попович Ігор Ярославович                     | 21 лютого 1976, с. Будилів. Служив у 79 окремій десантно-штурмовій. Останнім часом воював на Донеччині, поблизу міста Курахове. | 8 жовтня 2024       | [ 63 ] |
| 22971     |                  | Вус Дмитро                                   | 24 роки, селище Поморяни Золочівського району. До лав ЗСУ долучився на початку повномасштабного вторгнення. Служив у 44 окремій артилерійській бригаді імені гетьмана Данила Апостола. | 8 жовтня 2024       | Загинув 8 жовтня на Запорізькому напрямку. Похорон відбувся 11 жовтня 2024 |
| 22972     |                  | Легкий В’ячеслав («Скіф»)                    | 21 рік, м. Дніпро. Випускник гімназії #96. Студент Українського державного хіміко-технологічного університету. Добровільно пішов на фронт у жовтні 2022 року. Служив у 67-ій окремій механізованій бригаді, працював на Харківщині та Донеччині, був одним з найкращих бойових медиків у бригаді. | 8 жовтня 2024       | Загинув на Лиманському напрямку. Під час евакуації його транспортний засіб підірвався. В`ячеслав був єдиною дитиною в батьків. Поховали військового на Краснопільському кладовищі . |
| 22973     |                  | Марченко Дмитро («Ужик»)                     | Долучився до бригади у грудні 2023 року у віці 20-ти років. | 8 жовтня 2024       | [ 68 ] [ 67 ] |
| 22974     |                  | Яремин Іван                                  | 1987, с. Княждвір. Служив вогнеметником у 61 окремій механізованій бригаді, солдат. | 8 жовтня 2024       | Загинув під час стрілецького бою в Курській області . |
| 22975     |                  | Манжос Сергій                                | 28 років. Був солдатом військової частини А3215. | 8 жовтня 2024       | Похований 11 жовтня на Центральному кладовищі у Чернівцях |
| 22976     |                  | Кащенко Володимир                            | с. Каплистівка на Дніпропетровщині, до Ірпеня переїхав у 2016-му. Працював на складі. | 8 жовтня 2024       | Поблизу Сватівського району Луганщини під час бойового завдання Володимир зник безвісти. Похований 23 жовтня 2024 в Ірпені |
| 9 жовтня  |                  |                                              | |                     | |
| 23000     |                  | Яроцький Олександр                           | 3 березня 1978, Путивль | 9 жовтня 2024       | Отримав важкі поранення на Луганщині від яких помер |
| 23001     |                  | Собченко Михайло Миколайович                 | 2001 р.н. Дтманська громада | 9 жовтня 2024       | Загинув в районі міста Селидово Донецької області. |
| 23002     |                  | Яровенко Владислав Геннадійович              | 1995, селище Крижопіль. | 9 жовтня 2024       | |
| 23003     |                  | Дмитренко Олександр Вікторович («Малюк»)     | 19 квітня 1986, 38 років, м. Київ | 9 жовтня 2024       | Був поранений під час несення служби на Курщині. Помер в лікарні 9 жовтня 2024 року. Похований 12 жовтня на Лісовому кладовищі Києва. |
| 23004     |                  | Федоренко Геннадій Васильович                | Народився 14 грудня 1975 р., в селі Шевченкове Конотопського району. | 9 жовтня 2024       | Загинув поблизу села Лобкове Запорізької області |
| 23005     |                  | Білодуб Ігор                                 | 46 років, с. Грімне Комарнівської громади Львівського району. Був стрільцем-телефоністом військової частини 3002, 2-га окрема бригада НГУ. | 9 жовтня 2024       | Загинув біля села Гродівка на Покровському напрямку . |
| 23006     |                  | Василяк Орест                                | Житель Борислава. Долучився до лав ЗСУ у 2017 році, брав участь в АТО. Після початку повномасштабного вторгнення РФ продовжив захищати країну. Був воїном 46 аеромобільної бригади десантно-штурмових військ. | 9 жовтня 2024       | Помер 9 жовтня під час проходження військової служби поблизу села Білани Білопільського району Сумської області |
| 23007     |                  | Гермеш Василь                                | 34 роки, м. Дрогобич. У червні 2024 року вступив до лав ЗСУ, був розвідником. Виконував бойові завдання на Курському напрямку. | 9 жовтня 2024       | Загинув під час виконання завдання на Курщині . |
| 23008     |                  | Бережний Андрій («Берег»)                    | Артилерист 47ОМБр | 9 жовтня 2024       | Загинув на Сумщині |
| 23009     |                  | Нищий Сергій                                 | м. Лозова. Працював залізничником. Мобілізований 24 червня 2024, служив у 503-му окремому батальйоні морської піхоти | 9 жовтня 2024       | Загинув на околицях Миколаївки Покровського району на Донеччині |
| 10 жовтня |                  |                                              | |                     | |
| 23030     |                  | Супрун Олександр Олексійович («Хантер»)      | 4 січня 1999, 25 років. Артилерист 47ОМБр, сержант. | 10 жовтня 2024      | Був поранений під час несення служби на Сумщині. Помер в лікарні. Залишилися дружина і 4-місячний син. Похорон відбувся 17 жовтня на кладовищі Святого Миколая в Запоріжжі . |
| 23031     |                  | Дрогомирецький Микола                        | 10 травня 1971, с. Середній Березів Косівського району. Воював у складі 74 батальйону 102 окремої бригади | 10 жовтня 2024      | Загинув року в селі Рибне Гуляйпільської громади Запорізької області . |
| 23032     |                  | Трофімчук Юрій                               | 28.04.1992, м. Львів. Навчався у Середній загальноосвітній школі №65 м. Львова. Згодом вступив до Відокремленого структурного підрозділу «Львівський фаховий коледж харчових технологій та бізнесу Національного університету харчових технологій». Після завершення навчання змінив кілька місць праці. Впродовж останнього періоду займався приватним підприємництвом у сфері торгівлі. У вільний час захоплювався спортом, займався бачатою. Із початком повномасштабного вторгнення добровольцем став на захист держави від окупантів до лав 5-го прикордонного Сумського загону. Виконував бойові завдання на Сумщині та Донеччині. | 10 жовтня 2024      | Залишилися мама, два брати, дядько і маленька племінниця . |
| 23033     |                  | Терещук Віктор                               | 17.02.1980, м. Луцьк. Навчався у Комунальному закладі загальної середньої освіти «Луцька гімназія №19 Луцької міської ради». Із відзнакою закінчив Львівський державний університет внутрішніх справ та отримав повну вищу освіту за спеціальністю «Правознавство». Понад десять років пропрацював у одному із львівських районних відділів поліції на посаді заступника начальника відділу карного розшуку. Із початком повномасштабного вторгнення став на захист України. Виконував бойові завдання із захисту суверенітету та територіальної цілісності держави на посаді командира взводу у лавах 60-ї окремої механізованої Інгулецької бригади | 10 жовтня 2024      | Залишилися батьки, дружина, четверо синів та брат. Похорон відбувся 17 жовтня 2024 у Львові |
| 23034     |                  | Тарнавський Владислав                        | житель Давидова Львівського району. Захищав Україну у складі 3-ї штурмової бригади. | 10 жовтня 2024      | Загинув під час виконання бойового завдання поблизу села Макіївка Луганської області . |
| 23042     |                  | Турус Ігор                                   | | 10 жовтня 2024      | [ 8 ] |
| 23035     |                  | Король Віталій Олександрович                 | 1978, селище Ромодан Миргородського району. Молодший сержант | 10 жовтня 2024      | Загинув на території Луганської області поблизу села Стельмахівка |
|           |                  | Легкий Василь                                | 50 років, жив у селі Спас Кам'янка-Бузької громади. Служив у військовій частині А4576. | 10 жовтня 2024 року | Загинув внаслідок артилерійського обстрілу поблизу населеного пункту Новоіванівка Курської області РФ |
| 23036     |                  | Семешкін Артем                               | 35 років, м. Чернівці. Долучився до ЗСУ у 2022 році. Старший солдат, вч А2582, служив у медроті 82-ї десантно-штурмової бригади. Бойовий медик, міг виконувати будь-яку роботу: від фельдшера на кейс-еваці до медбрата на стабпункті. Саме цим він займався під час останніх операцій на Запорізькому, Харківському та Курському напрямках | 10 жовтня 2024      | Загинув внаслідок артилерійського удару по стабілізаційному пункті. Похований на Центральному кладовищі у Чернівцях |
| 23037     |                  | Голубенко Руслан Вадимович («Руха»)          | 3 грудня 2002, с. Рябухи Прилуцького району. Навчався в Плугатарській загальноосвітній школі. У лютому 2021 долучився до ЗСУ. Молодший сержант, був командиром відділення розвідки, працював з дронами. Під час повномасштабного вторгнення брав участь в обороні Чернігова, після — воював на сході України. | 10 жовтня 2024      | Розстріляний біля села Толстий Луг в Курській області. 26 жовтня похований на кладовищі села Рябухи Талалаївської громади |
| 23038     |                  | Морський Віталій                             | 19 березня 1997, м. Новгород-Сіверський. Згодом родина переїхала в село Селище, а потім в село Киселівка. З перших днів повномасштабного вторгнення долучився до лав ЗСУ, старший солдат. | 10 жовтня 2024      | Загинув під час виконання бойового завдання на північно-східному напрямку (Курська область) . |
| 23039     |                  | Загній Геннадій                              | 23 листопада 1991. Був випускником Ніжинської гімназії №15. У 23 роки підписав контракт, служив в Феодосії в морській піхоті, вийшов з військової частини і після цього служив в Миколаєві. У 2014-2017-му брав участь в АТО. Під час повномасштабної війни долучився до лав ЗСУ, молодший сержант, оператор БПЛА. | 10 жовтня 2024      | Загинув під час виконання бойового завдання на північно-східному напрямку біля села Толстий Луг (Курська область). Загинув не від вогнепальних поранень, а від ударі по голові і гематом. Похорон відбувся 28 жовтня 2024 року на кладовищі села Кунасівка .                                    |
| 23040     |                  | Белейчик Іван Васильович                     | 25 червня 1996, 28 років, м. Новий Розділ. Навчався у Новороздільському професійному ліцеї за професією “Слюсар з ремонту автомобілів, водій автотранспортних засобів категорії “C” у 2012-2015 рр. Був оператором відділення розвідки та коригування взводу безпілотних авіаційних комплексів військової частини А1815. | 10 жовтня 2024      | Загинув при виконанні бойового завдання поблизу населеного пункту Товстий Луг Курської області |
| 23041     |                  | Малігонов Микола Олексійович («Хімік»)       | 27 років. Навчався в Черкаській санаторній школі-інтернаті. Закінчив Черкаський політехнічний технікум за спеціальністю "Оціночна діяльність". Пізніше навчався в Університеті банківської справи на економічному факультеті, отримав ступінь магістра за спеціальністю «Менеджмент». Навчався у Вищій політичній школі, працював керівником проєктів Центру політичних студій та аналітики «Ейдос». Також він закінчив магістратуру ННІ природничих та аграрних наук ЧНУ ім. Б. Хмельницького за спеціальністю «Хімія». Працював у КЗ «Черкаський академічний ліцей «Перспектива» Черкаської обласної ради». Активно займався волонтерською діяльністю. Добровільно став до лав ЗСУ у 2024. Був стрільцем-зенітником ракетного взводу зенітно-ракетної батареї 1-ї окремої танкової бригади. | 10 жовтня 2024      | Загинув під час виконання бойового завдання поблизу населеного пункту Зелений Шлях Курської області. Похований у Черкасах. |
| 23043     |                  | Потураєв Ігор                                | 1 червня 1990 р.н., м. Кривий Ріг. Захищав Україну у складі 3-ї штурмової бригади. | 10 жовтня 2024      | 09.10.2024р. поблизу населеного пункту Макіївка Сватівського району Луганської області під час виконання бойового завдання отримав серйозне поранення, а 10.10.2024. під час евакуації медиками, отримав смертельне поранення.                                                                  |
| 11 жовтня |                  |                                              | |                     | |
| 23060     |                  | Білоус Владислав Петрович                    | 28.03.1996, селище Любашівка. Капрал поліції | 11 жовтня 2024      | Загинув 11 жовтня 2024 поблизу населеного пункту Торецьк Бахмутського району Донецької області . |
| 23061     |                  | Шишалюк Віталій Іванович                     | 28 лютого 1997, с. Дуб`є Золочівського району. Мобілізований на військову службу 13 травня 2022. Був стрільцем стрілецького відділення. Вовював в Бахмуті та Мар'їнці. | 11 жовтня 2024      | Загинув на Бахмутському напрямку. Залишилася дружина та двоє дітей |
| 23062     |                  | Кучера Мар'ян                                | 1977, с.Вістова. Служив заступником командира бойової машини, навідником-оператором механізованого взводу механізованого батальйону | 11 жовтня 2024      | Загинув під час бойового завдання на Харківщині . |
| 23063     |                  | Пелих Павло                                  | 8.07.1979, м. Львів. Навчався у Середній загальноосвітній школі №65 міста Львова. Здобув професійно-технічну освіту за професією «Маляр художньої обробки» у місті Львові. Після завершення навчання працював у будівельній сфері у Києві та Черкасах. Активно займався спортом, зокрема, футболом, був кандидатом у майстри спорту зі спортивного орієнтування. Із початком повномасштабного вторгнення став на захист Батьківщини від загарбників. Боронив територіальну цілісність та незалежність держави у лавах 225-го окремого штурмового батальйону. | 11 жовтня 2024      | Залишилися мама, дружина, син, брат, друзі та знайомі. Похорон відбувся 22 жовтня у Львові . |
| 23064     |                  | Процайло Віталій                             | м. Шептицький. Працював шахтарем і долучився до війська у березні 2022 році. Був солдатом розвідувального саперного відділення військової частини А3425. | 11 жовтня 2024      | Загинув в Курській області |
| 23065     |                  | Андрієць Владислав Андрійович («Джміль»)     | 20 жовтня 2004, селище Лазурне, Херсонська область. Добровільно долучився до війська. Старший солдат, командир відділення – командир машини 3 розвідувального відділення 1 розвідувальної роти. Пройшов важкі бої в Серебрянському лісі, Часовому Яру та Куп’янську. | 11 жовтня 2024      | Загинув разом із побратимом старшим солдатом Ісаєвим Владиславом під час проведення евакуації у н.п. Новосадове на Донеччині. Похований 14 жовтня на Лісовому цвинтарі . |
| 23066     |                  | Ісаєв Владислав Юрійович («Ісусік»)          | 24 роки, с. Богуславка Ізюмського району Харківщини. Після закінчення місцевої школи навчався у Харківському сержантському коледжі ім. Івана Кожедуба. Строкову службу проходив у Василькові на Київщині, а 2021 року підписав контракт із ЗСУ. Служив розвідником у розвідувальній роті 67-ї ОМБр. | 11 жовтня 2024      | Загинув під час виконання бойового завдання в районі населеного пункту Новосадове Краматорського району Донеччини. Залишилися батьки, брат і сестра, кохана дівчина . |
| 23067     |                  | Захар'єв Сергій                              | Був жителем Олексіївської громади Харківщини. Служив старшим навідником кулеметного взводу стрілецького батальйону. | 11 жовтня 2024      | Загинув біля села Ольгівка Курської області |
| 12 жовтня |                  |                                              | |                     | |
| 23090     |                  | Щеднов Андрій                                | м. Коломия. Брав участь в ООС з 2019 року. Після повномасштабного вторгнення РФ в Україну боронив Донеччину в лавах ЗСУ. Ніс службу у військових частинах А0742 та А1827. | 12 жовтня 2024      | Загинув в ДТП |
| 23091     |                  | Шушман Іван Миколайович                      | 17 серпня 1970, с. Кваси на Рахівщині. Навідник 1-го танкового взводу 100-ї окремої механізованої бригади | 12 жовтня 2024      | Отримав множинні осколкові поранення 10 жовтня 2024 року під час бойових дій в Донецькій області отримав множинні осколкові поранення, а 12 жовтня 2024 року помер у медичному закладі від отриманих поранень .                                                                                 |
| 23092     |                  | Котлярчук Роман                              | 17 липня 1975, с. Джурів Снятинської громади Колимиського району. 7 серпня 2024 року мобілізований до лав ЗСУ. | 12 жовтня 2024      | Загинув під час бойового завдання у Харківській області . |
| 23093     |                  | Коляда Василь                                | 54 роки, с. Гумниська. Долучився до війська в липні 2024. Приєднався до складу 41 окремої механізованої бригади. | 12 жовтня 2024      | Загинув в районі Кругленького Курської області |
| 23094     |                  | Лиска Ян                                     | 16 квітня 1982. Проживав у Полтаві. Мобілізований у травні 2023. Служив на посаді водієм взводу забезпечення батальйону матеріального забезпечення. | 12 жовтня 2024      | Загинув під час виконання бойового завдання на Донеччині . |
| 23095     |                  | Кушпіль Євгеній Олексійович                  | 22 жовтня 1983, м. Вільнянськ Запорізької області. Долучився до ЗСУ на початку 2023 року. Був водієм-санітаром. | 12 жовтня 2024      | Загинув від обстрілу в районі населеного пункту Гоголівка Суджанського району Курської області. Залишились дружина та двоє дітей . |
| 23096     |                  | Лозовий Тарас                                | 49 років, с. Боратин Золочівського району. Був навідником аеромобільного відділення аеромобільного взводу військової частини. | 12 жовтня 2024      | Загинув під час виконання бойового завдання поблизу населеного пункту Берестове Куп’янського району Харківської області |
| 23097     |                  | Мосорко Василь Васильович                    | 29 січня 2002, с. Нижнів Івано-Франківської області. | 12 жовтня 2024      | Загинув в селі Піщане, Куп'янського р-н, Харківської обл. Вважався зниклим безвісти |
| 23098     |                  | Чижиков Андрій («Медик»)                     | 45 років, Великий Бурлук. Відучився у Вовчанському медучилищі на фельдшера та працював на фельдшерсько-акушерському пункті й санітарно-епідеміологічній станції. Проживав у Берестині, працював у нафтогазовидобувній компанії. З початку повномасштабного вторгнення Росії був мобілізований до міської ТрО. | 12 жовтня 2024      | [ 8 ] |
| 13 жовтня |                  |                                              | |                     | |
| 23120     |                  | Балицький Анатолій Йосипович                 | 1966, с. Воєгоща. | 13 жовтня 2024      | Загинув 13 жовтня 2024 року в Донецькій області. |
| 23121     |                  | Морозенко Василь                             | 9 січня 1973, с. Галицинівка Покровського району. Під час повномасштабного вторгнення чоловік з родиною переїхав у село Братківці Івано-Франківської громади. пішов служити у Прикордонну комендатуру швидкого реагування 7 прикордонного Карпатського загону. Служив протитанкістом, воював на Донецькому напрямку. З квітня по липень 2022 року та у 2023 році перебував на ротаціях у Чорнобильській зоні. Був комісований з війська 31 січня 2024 року | 13 жовтня 2024      | Помер у Братківцях |
| 23122     |                  | Писарчук Ігор                                | 25.04.1971, м. Львів. Навчався у Ліцеї №15 Львівської міської ради. Закінчив Державний навчальний заклад «Львівське міжрегіональне вище професійне училище залізничного транспорту» за спеціальністю «Провідник пасажирського вагона». Проходив строкову військову службу у лавах ракетних військ. Після завершення служби працював у «Львівська залізниця» — філії Укрзалізниці. Згодом змінив сферу діяльності на будівельну, впродовж останнього періоду займався виготовленням та встановленням димохідних систем. Із початком повномасштабного вторгнення вступив до лав ЗСУ. Виконував бойові завдання із захисту суверенітету та територіальної цілісності держави у складі військової частини А4248 на Херсонському, Миколаївському, Харківському, Донецькому та Луганському напрямках. | 13 жовтня 2024      | Залишилися брат, племінники, двоюрідні брати, сестри. Похорон відбувся 19 жовтня у Львові |
| 23123     |                  | Скаляк Іван                                  | 18 січня 2004, 20 років, с. Гермаківка Іване-Пустенської територіальної громади Тернопільської області. Спочатку був в ТРО, потім підписав контракт. Був молодшим сержантом та командиром відділення десантно-штурмового підрозділу. Займався аеророзвідкою. | 13 жовтня 2024      | [ 107 ] |
| 23124     |                  | Чумак Сергій                                 | Бірки, Харківська область. Мобілізований 20 серпня 2024. | 13 жовтня 2024      | Загинув в Курській області під час контактного стрілецького бою |
| 23125     |                  | Пліско Артем                                 | Молодший сержант, був командиром стрілецького відділення у 228 батальйоні 127 окремої бригади територіальної оборони. | 13 жовтня 2024      | Загинув у боях поблизу села Тернова на Харківщині |
| 14 жовтня |                  |                                              | |                     | |
| 23130     |                  | Чухно Олександр Іванович («Турист»)          | 14 червня 1992, м. Харків. Закінчив школу №2 у Гребінці, а згодом навчався у Київському політехнічному інституті. В 2014 році чоловік вступив до лав Національної Гвардії України, проходив військову службу в Львові. Захищав Україну з 2014-го року. До повномасштабного вторгнення боєць виконував бойові завдання в складі 4-ї бригади оперативного призначення Нацгвардії імені Героя України Сергія Михальчука «Рубіж». З лютого 2022 продовжив обороняти Україну. Був командиром батальйону оперативного призначення, мав звання молодшого сержанта | 14 жовтня 2024      | Загинув в бою прикриваючи побратимів |
| 23131     |                  | Неумоїн Віктор                               | 52 роки. Жив у Новому Роздолі. Під час повномасштабної війни служив у військовій частині А7074. Був номером обслуги у роті вогневої підтримки. | 14 жовтня 2024      | Загинув поблизу селища Тімірязєвка Сумської області |
| 15 жовтня |                  |                                              | |                     | |
| 23140     |                  | Шариф (Остафійчук) Михайло Михайлович        | 7 березня 1977, м. Снятин. Служив у 95 окремій десантно-штурмовій бригаді. | 15 жовтня 2024      | Загинув поблизу села Погребки Суджанського району Курської області |
| 23141     |                  | Серкіс Юрій                                  | 43 роки, с. Забужжя Кам’янка-Бузької громади. Був учасником АТО та ООС. Під час повномасштабної війни воїн захищав Україну в складі 1 Галицько-Волинської радіотехнічної бригади. | 15 жовтня 2024      | [ 30 ] |
| 23142     |                  | Сільчук Олександр Миколайович                | 9.07.1981, Самійличі, Волинь. Був мобілізований 6 липня 2024. У званні солдата боронив Україну від ворога в складі військової частини А5006. | 15 жовтня 2024      | Загинув на Донеччині під час виконання бойового завдання. Залишилася мама |
| 23143     |                  | Бідун Петро Васильович                       | 31.07.1990, м. Луцьк. Був призваний на військову службу до складу військової частини на посаду стрільця-номера обслуги десантно-штурмового відділення десантно-штурмового взводу 3-ї десантно-штурмової роти 1-го десантно-штурмового батальйону, солдат | 15 жовтня 2024      | Загинув під час виконання бойового завдання в районі населеного пункту Нижній Клин Курської області |
| 23144     |                  | Бойчук Мирослав Дмитрович                    | 27 липня 1986, 38 років, селище Кути Косівського району. Солдат, номер обслуги 1-го гранатометного відділення гранатометного взводу 3-го механізованого батальйону 47-ї окремої механізованої бригади (в/ч А4699). | 15 жовтня 2024      | Загинув в Сумській області |
| 21145     |                  | Борис Ігор Володимирович                     | 1983, с. Головецько Стрілківської громади. Був гранатометником 4 взводу 2 спеціальної роти військової частини А4270, 211-й окремий штурмовий батальйон, 47ОМБр. | 15 жовтня 2024      | Загинув поблизу населеного пункту Свердликово Курської області. Похорон відбувся 24 жовтня в Самборі. |
| 21146     |                  | Петренко Максим                              | 46 років, Безлюдівська селищна громада | 15 жовтня 2024      | [ 8 ] |
| 21147     |                  | Лісніченко Олександр («Форест»)              | 25 років, м. Прилуки Чернігівської області. У 2020 році закінчив військовий коледж сержантського складу Національної академії Сухопутних військ імені гетьмана Петра Сагайдачного. Опісля почав здобувати вищу освіту в Полтавській політехніці імені Юрія Кондратюка за програмою «Автомобільний транспорт». Старший сержант. З початком повномасштабного вторгнення доклав усіх зусиль, щоб бути більш корисним для наближення Перемоги. У червні 2023 року перевівся до підрозділу спеціального призначення ГУР «Шаман». | 15 жовтня 2024      | Загинув в бою за місто Торецьк на Донеччині . |
| 16 жовтня |                  |                                              | |                     | |
| 23165     |                  | Герич Володимир                              | 18.07.2002, м. Львів. Закінчив Початкову школу «Арніка», згодом навчався у Оброшинському закладі загальної середньої освіти І-ІІІ ступенів ім. Лева Шанковського Оброшинської сільської ради Львівського району Львівської області. Здобув професійно-технічну освіту у місті Львові. Після проходження строкової військової служби у Вінниці підписав контракт зі ЗСУ. Із початком повномасштабного вторгнення виконував бойові завдання із захисту України у лавах 31-ї окремої механізованої бригади. Боровся із російськими окупантами на Донецькому та Запорізькому напрямках. | 16 жовтня 2024      | Залишились батьки, брат та сестра. Похорон відбувся 21 жовтня у Львові . |
| 23166     |                  | Сой Віталій                                  | 52 роки, с. Хильчиці. З 2015 року він брав участь в АТО. На початку повномасштабного вторгнення військовий знову став на захист країни. Був стрільцем-санітаром взводу охорони. | 16 жовтня 2024      | Загинув поблизу Козачої Локні Курської області |
| 23167     |                  | Хрущак Роман                                 | 32 роки, с. Садки Ходорівської громади. Був стрільцем-помічником гранатометника 2 десантно-штурмового батальйону військової частини А0284. | 16 жовтня 2024      | Загинув біля села Товстий Луг Курської області |
| 23167     |                  | Ломов Юрій                                   | 5.05.1986, м. Львів. Навчався у Середній загальноосвітній школі №63 м. Львова, згодом вступив до Вищого професійного училища №20. Вищу освіту здобув в Українській академії друкарства. Проходив військову службу при Генеральному штабі ЗСУ. Після завершення служби займався ремонтом колекційних годинників. Із перших днів повномасштабного вторгнення російської федерації добровільно став на захист Батьківщини від окупантів. Брав участь в обороні Києва, згодом вступив до складу 110-ї окремої механізованої бригади імені генерал-хорунжого Марка Безручка та боровся з окупантами в районі Авдіївки. Впродовж останнього періоду виконував бойові завдання із захисту суверенітету та незалежності держави у лавах 36-ї окремої бригади морської піхоти. | 16 жовтня 2024      | Залишилися мама, дружина та 7-річний син |
| 23168     |                  | Нагорняк Василь Мирославович                 | 25 грудня 1989, с. Красилівка. У травні 2024 року став на захист нашої держави. Був солдатом, гранатометником 10-ї ОГШБр "Едельвейс". | 16 жовтня 2024      | Загинув під час ведення бойових дій поблизу населеного пункту Виїмка Бахмутського району Донецької області . |
| 23169     |                  | Коляда Анатолій                              | 11 вересня 1976, 48 років, м. Валки. Після школи він навчався на фельдшера у Богодухівському училищі, згодом — працював у Валківській центральній районній лікарні. Після закінчення юридичної академії імені Ярослава Мудрого у Харкові, працював у виконавчій службі, був начальником з виконання покарань. У 2017 році чоловік став на захист країни в зоні АТО/ООС у складі Нацгвардії. Після повномасштабного вторгнення РФ продовжив службу. Штаб-сержант. Звільняв Ізюм, воював на Донбасі, захищав Зміївську ГЕС, брав участь у боях в районі Вовчанська | 16 жовтня 2024      | Загинув поблизу Стариці на Харківщині. Син служить начальником медслужби батальйону у десантно-штурмових військах |
| 23170     |                  | Персіянов Денис                              | 44 роки, с. Зідьки. Служив водієм від липня 2024 | 16 жовтня 2024      | Загинув в Курській області |
| 17 жовтня |                  |                                              | |                     | |
| 23180     |                  | Чуприна Олександр Вікторович                 | | 17 жовтня 2024      | |
| 23181     |                  | Яковенко Роман                               | 1972. З 2022 до 2024 року він служив у лавах ЗСУ. Звільнився з ЗСУ за станом здоров`я. | 17 жовтня 2024      | [ 119 ] |
| 23182     |                  | Олексин Віктор                               | 36 років, с. Івано-Франкове на Львівщині. Після одруження разом із сім'єю проживав у селі Підгір'я Івано-Франківської області. Служив у 3 поліцейському взводі 1 роти батальйону поліції особливого призначення "КОРД" (стрілецький) поліції у Львівській області. | 17 жовтня 2024      | Загинув внаслідок російського артилерійського обстрілу в місті Торецьк на Донеччині. Похований на Алеї героїв у Богородчанах . |
| 23183     |                  | Бойко Наталія Олегівна                       | 23.08.1989, м. Львів. Навчалась у Середній загальноосвітній школі №22 імені Василя Стефаника міста Львова. Згодом здобула дві вищі освіти: у Львівському торговельно-економічному університеті та у Львівському національному університеті ветеринарної медицини та біотехнологій імені Степана Зеноновича Ґжицького. Після завершення навчання спершу працювала секретарем-референтом на Приватному підприємстві «Політеп», а згодом – у індустрії краси. Впродовж останнього періоду обіймала посаду вихователя у дитячому садку «Пташеня». Із перших днів повномасштабного вторгнення активно займалася волонтерською діяльністю. 28 липня 2023 року, попри відсутність бойового досвіду, долучилися до лав ЗСУ. Весь час несла службу на Покровському напрямку у лавах 59-ї окремої мотопіхотної бригади імені Якова Гандзюка. За сумлінну службу була неодноразового відзначена військовим командуванням. | 17 жовтня 2024      | Залишилися син, батьки та сестра. Похорон відбувся 22 жовтня у Львові . |
| 23184     |                  | Кальницький Сергій                           | Богодухівська міська рада. Був трактористом. Долучився до оборони України в березні 2024. | 17 жовтня 2024      | Загинув біля населеного пункту Черкаське Порічне Суджанського району Курської області |
| 23185     |                  | Доценко Роман Іванович                       | 49 років. Середню освіту здобував у Невській та Макіївській загальноосвітніх школах Кремінського (нині Сватівського) району Луганської області. Здобув професію водія у Сєвєродонецькому вищому професійному училищі. Після проходження строкової служби в автомобільних військах України, повернувся до рідного села, одружився і разом із дружиною виховував сина та доньку. У 2006 році, разом із родиною, виїхав до Покровського району Донецької області, де працював. У 2018 році його запросили до міжнародної логістичної компанії у Литві, де він працював до повномасштабного вторгнення у 2022 році. Повернувся до України й вступив у лави ЗСУ. Ніс службу на Бахмутському та Покровському напрямках у складі 5-ї окремої штурмової Київської бригади. | 17 жовтня 2024      | Залишились син, донька, дружина, батько та брати |
| 18 жовтня |                  |                                              | |                     | |
| 23210     |                  | Стельмах Віктор Миколайович(«Саба»)          | 18.01.1995, Рівненщина. Навчався на гірничого інженера. Його вважали одним з найкращих операторів БПЛА у бригаді. З перших днів повномасштабного вторгнення на війні. Воював поряд зі своїм одногрупником на позивний "Горинь". Спочатку в піхоті, згодом почав літати на дронах. Стояв біля витоків створення підрозділу "Шершні Довбуша". Став кращим у своїй справі, навчав інших. Звільнився з війська, але довго не зміг без своїх і повернувся назад. На фронті особисто знищив понад 500 окупантів. Молодший сержант. | 18 жовтня 2024      | Загинув на Покровському напрямку |
| 23211     |                  | Богун Ігор                                   | 4 серпня 1978, 46 років. | 18 жовтня 2024      | Похований на Алеї героїв на міському кладовищі у Чукалівці . |
| 23212     |                  | Приступа Василь Вікторович                   | 6.01.1983, с. Сирники Луцької міської територіальної громади. Був призваний на військову службу до складу військової частини на посаду стрільця-номера обслуги 2-го десантно-штурмового відділення 3-го десантно-штурмового взводу 2-ї десантно-штурмової роти 1-го десантно-штурмового батальйону, солдат | 18 жовтня 2024      | Загинув під час виконання бойового завдання в районі населеного пункту Черкаське Порічне Курської області |
| 23213     |                  | Деркач Володимир                             | 33 роки, м. Миколаїв. Був молодшим сержантом, військовослужбовцем військової частини А0296. | 18 жовтня 2024      | Загинув поблизу села Діброва Сєвєродонецького району Луганської області |
| 23314     |                  | Труш Роман                                   | 28 років, с. Новосілки-Опарські Миколаївської громади. Разом з братом був мобілізований у серпні 2024 року. Воював у складі 24 окремої механізованої бригади. | 18 жовтня 2024      | Загинув 18 жовтня внаслідок мінометного обстрілу в місті Часів Яр Донецької області. Загинув разом з братом |
| 23315     |                  | Труш Ігор                                    | 38 років, с. Новосілки-Опарські Миколаївської громади. Разом з братом був мобілізований у серпні 2024 року. Воював у 24 окремій механізованій бригаді. | 18 жовтня 2024      | Загинув 18 жовтня внаслідок мінометного обстрілу в місті Часів Яр Донецької області. Загинув разом з братом |
| 23316     |                  | Дзерський Віктор                             | 42 роки, м. Ірпінь. Брав участь у боях за рідне місто до самого звільнення. Втратив свій дім через ворожі обстріли. Після вигнання окупантів з Київщини служив у ГУР, де в серпні 2022 року отримав поранення. Повернувшись до цивільного життя, працював в Ірпінському академічному ліцеї «Мрія». Вже за місяць вирішив повернутися до війська. Пішов добровольцем у ЗСУ, командував гранатометним відділенням. | 18 жовтня 2024      | Загинув на Курщині |
| 23317     |                  | Лавренков Іван                               | Закінчив автодорожній технікум на факультеті з обслуговування та ремонту автомобілів та двигунів. 2 березня 2022 року записався до Лозівської територіальної оборони. Служив командиром другого стрілецького відділення 113-ї окремої бригади ТрО. | 18 жовтня 2024      | Загинув поблизу Новоукраїнки Донецької області |
| 23318     |                  | Росоха Олександр                             | 35 років, м. Берегове. Старший солдат. | 18 жовтня 2024      | Загинув під час виконання бойового завдання поблизу населеного пункту Катеринівка, Покровського району, Донецької області |
| 23319     |                  | Коваленко Віктор Федорович                   | 17 червня 1978, с. Крива Гора, Чорнобильського району Київської області. 7.5.2022 долучився до ЗСУ. | 18 жовтня 2024      | Загинув під час виконання бойового завдання в с. Плехово, Курської області |
| 19 жовтня |                  |                                              | |                     | |
| 23240     |                  | Кугук Олександр Михайлович                   | 1982, с. Тютюнниці. | 19 жовтня 2024      | |
| 23241     |                  | Баранов Володимир                            | 43 роки. До початку повномасштабного вторгнення працював на Чернігівській ТЕЦ. В березні 2022 пішов добровольцем. Був спочатку снайпером, захищав Чернігівщину, Новгород-Сіверщину. Потім 105-й прикордонний загін, потім 15-й мобільний прикордонний загін "Сталевий кордон" | 19 жовтня 2024      | Загинув внаслідок скиду міни з безпілотника в Курській області. Похований на кладовищі у Ялівщині. Залишилася мати, дружина та шестирічний син . |
| 23242     |                  | Боручек Роман Володимирович                  | 43 роки, Люботинська громада, Харківська область. Служив санітаром-розвідником розвідувальної групи. Захищав Україну з серпня 2024 | 19 жовтня 2024      | Загинув поблизу Сергіївки Покровського району Донецької області |
| 23343     |                  | Пустильніков Олександр Володимирович         | 10 березня 1973, Павлодар, Казахстан. У 2000 році разом із родиною переїхав до Кропивницького, де згодом отримав українське громадянство та працював у системі Облавтодора. У грудні 2022 року долучився до служби в інженерних військах ЗСУ. Служив механіком взводу інженерних конструкцій. | 19 жовтня 2024      | Помер в госпіталі |
| 20 жовтня |                  |                                              | |                     | |
| 23270     |                  | Процайло Андрій                              | 21.08.1982, м. Львів. Навчався у колишній Львівській загальноосвітній санаторній школі-інтернаті № 1. Після завершення навчання працював у будівельній сфері. Активно вивчав історію, займався колекціонуванням монет та пошуком цінностей з металошукачем. Із початком повномасштабного вторгнення став на захист України. Служив у складі 47-ї окремої механізованої бригади «Маґура». Попри отримане поранення, повернувся на фронт до побратимів. | 20 жовтня 2024      | Залишилися брат, дві сестри, племінники, хрещена мама |
| 23271     |                  | Коновалов Олександр                          | 50 років. | 20 жовтня 2024      | Загинув на околицях населеного пункту Новоданилівка Запорізької області. Прощання відбулося у селі Купріянівка Запорізького району . |
| 23272     |                  | Голуб Кім                                    | 29 років. 7 років провів на війні. Відслужив два контракти в зоні АТО/ООС і з першого дня повномасштабного вторгнення був в строю. Головний сержант взводу вогневої підтримки. Служив у 123-й окремій бригаді територіальної оборони. | 20 жовтня 2024      | Загинув внаслідок поранень, отриманих 5 жовтня в районі н.п.Богоявленка Донецької області |
| 23273     |                  | Літвінов Сергій Сергійович                   | 25.03.1996, 28 років, Харківська область | 20 жовтня 2024      | [ 8 ] |
| 23274     |                  | Голод Олександр Олегович                     | 12 травня 1987, 37 років, м. Кропивницький. Навчався у місцевій школі №1 (нині Преображенська гімназія) і закінчив професійно-технічне училище №18, здобувши фах кухаря. У квітні 2022 року добровільно став до лав Збройних Сил України. Він був командиром розвідувального взводу і воював на передових позиціях на Херсонщині, Донеччині та Луганщині. | 20 жовтня 2024      | Загинув в районі села Роботино Запорізької області |
| 23275     |                  | Шевчук Анатолій                              | 9 травня 1980, с. Чабель на Сарненщині. Навчався у Рівненській гімназії №17 та здобув фах бухгалтера у Рівненському професійному ліцеї. У 2014-2015 роках захищав Україну у зоні АТО. В сепедині березня 2022 повернувся в ЗСУ. Старший сержант. | 20 жовтня 2024      | Загинув на Донецькому напрямку |
| 23276     |                  | Дерибас Олександр                            | 37 років. Працював будівельником. 21 травня 2024 долучився лав 152-ї Єгерської бригади на посаді старшого стрільця-оператора. Виконував бойові завдання на Донецькому та Сумському напрямках. | 20 жовтня 2024      | Загинув в селищі Селидове на Донеччині. Похований на цвинтарі селища Малокатеринівка |
| 21 жовтня |                  |                                              | |                     | |
| 23300     |                  | Кузьма Василь                                | 46 років, с. Лагодів Перемишлянської громади. Служив у військовій частині А7393. | 21 жовтня 2024      | Загинув поблизу села Ольгівське Запорізької області |
| 23301     |                  | Цюрак Василь Михайлович                      | 1989, м. Шептицький. Проходив службу у військовій частині А4850. | 21 жовтня 2024      | Загинув поблизу села Стариця Харківської області |
| 23302     |                  | Кравчук Анастасія («Лаванда»)                | 5 травня 1997, с. Лихолітки та навчалася в Козелецькій загальноосвітній школі №3. Після закінчення школи вона вступила до Київського медичного коледжу №3, отримавши спеціальність "медична сестра". Працювала в Козелецькій центральній районній лікарні, а потім у клінічній лікарні "Феофанія". З початком повномасштабного вторгнення активно займалася волонтерством, допомагаючи жителям Херсона, Нової Каховки та інших населених пунктів, які потребували допомоги. З 2023 року працювала операційною медсестрою в ДУ Інституті травматології та ортопедії НАМН України в Києві. На початку лютого 2024 року добровільно пішла служити до ЗСУ. Служила старшим бійцівським медиком у 68-й окремій єгерській бригаді імені Олекси Довбуша. | 21 жовтня 2024      | Померла під час виконання військового обов'язку від ускладнень здоров'я. Її чоловік Євгеній третій рік у полоні |
| 23303     |                  | Люшня Ігор                                   | 1979, с. Защита Новомиргородського району. Закінчив Великосеверинівську школу, працював на акціонерне товариство «Гідросила». Брав участь в АТО у 2014-2016 роках. | 21 жовтня 2024      | Загинув в районі населеного пункту Кругленьке Суджанського району Курської області. Похорон відбувся 30 жовтня у Великій Северинці |
| 23304     |                  | Борисовський Сергій Васильович               | 49 років, м Харків , солдат | 21 жовтня 2024      | Загинув поблизу cела Журавлівка. Белгородська область. Залишилися донька та мати |
| 23305     |                  | Канюк Юрій Михайлович                        | 5.05.1994, 30 років, с. Межиріччя. Закінчив 9 класів місцевої середньої загальноосвітньої школи, згодом вступив до Сілецької загальноосвітньої школи I-III ступенів імені Івана Климіва-Легенди. Завершивши навчання, у 2011 році доєднався до Василіянського монастиря Святого Миколая в Крехові. Згодом вступив до Василіянського інституту філософсько-богословських студій імені митрополита Йосифа Велямина Рутського. Навчався у Теологічному Інституті ім. Св. Архієпископа Йосипа Більчевського, здобув ступінь магістра богослов’я у Люблінському Католицькому Університеті Іоанна Павла II. Мешкав у Львові, викладав історію та займався письменницькою діяльністю. У його доробку — книга «Лист зоряної порожнечі», що вийшла друком у 2018 році. Виконував бойові завдання із захисту суверенітету та незалежності держави у лавах 100-ї окремої механізованої бригади Сухопутних військ ЗСУ. | 21 жовтня 2024      | Загинув на Торецькому напрямку. Залишилися батьки, дружина та сестра |
| 23306     |                  | Лютенко Микола                               | 3 вересня 1972, с. Домаха Лозівського району. Закінчив професійне училище, став водієм. Працював далекобійником. 16 серпня 2024 був мобілізований | 21 жовтня 2024      | Загинув поблизу Сухої Балки Бахмутського району Донецької області |
| 23307     |                  | Щербина Олександр                            | 43 роки, м. Мерефа. Служив в НГУ. | 21 жовтня 2024      | [ 8 ] |
| 22 жовтня |                  |                                              | |                     | |
| 23330     |                  | Маслюк Петро                                 | 50 років, с. Монастир-Лішнянський Дрогобицької громади. Долучився до ЗСУ у квітні 2022 року. Був старшим солдатом, стрілецем-помічником гранатометника 1 взводу 4 роти 2 механізованого батальйону. | 22 жовтня 2024      | Загинув поблизу Новоданилівки Запорізької області |
| 23331     |                  | Загрійчук Дмитро Сергійович                  | 7 травня 1987, 37 років. До 2017 року він працював в обласному центрі служби крові. Закінчив Хмельницький базовий медичний коледж і відразу пішов служити. Долучився до лав Збройних сил України у 2017 році, бойовий медик. Спочатку служив у складі 19-ї ракетної бригади «Свята Варвара», потім перевівся у 118-й окрему механізовану бригаду. | 22 жовтня 2024      | Залишилися батьки, дружина та діти . |
| 23332     |                  | Бакулін Єгор Олександрович                   | 23 роки, м. Лозова. Долучився до війська 30 червня 2023. Служив розвідником-оператором 2 розвідувального відділення розвідувального взводу. | 22 жовтня 2024      | Загинув поблизу н.п. Шахтарське |
| 23333     |                  | Мазур Андрій                                 | 9.08.1973, м. Львів. Навчався у Львівській загальноосвітній школі І-ІІІ ступенів №43 Львівської міської ради Львівської області. Здобув вищу освіту на історичному факультеті Львівського національного університету імені Івана Франка. Після завершення навчання працював у Середній загальноосвітній школі №22 ім. В.С. Стефаника м. Львова. Надалі викладав історію, захист України та основи здоровʼя у Львівській лінгвістичній гімназії. Займався спортивним туризмом, був кандидатом у майстри спорту та керівником гуртка у Львівському обласному Центрі краєзнавства екскурсій та туризму учнівської молоді. Із перших днів повномасштабного вторгнення російської федерації став на захист держави від окупантів до лав 5-го прикордонного Сумського загону. | 22 жовтня 2024      | Залишилися дружина, двоє дітей та брат |
| 23334     |                  | Невиняк Сергій                               | 38 років, с. Нова Скварява. | 22 жовтня 2024      | Загинув в Курській області |
| 23335     |                  | Малецький Андрій Романович («Каратель»)      | 12.12.2002, с. Звенигород Давидівської громади Львівського району. Початок повномасштабного вторгнення зустрів на строковій службі. Як тільки з’явилась можливість, добровільно перевівся до батальйону “Свобода”. Розпочинав, як піхотинець, а з часом перекваліфікувався в оператора БПЛА. | 22 жовтня 2024      | Загинув у селі Спірне Сіверського напрямку. Похований в селі Звенигород Львівської області |
| 23336     |                  | Самусенко Олег Миколайович («Кащей»)         | 15.10.1981. Був добровольцем. Цілеспрямовано долучився до лав батальйону «Свобода». | 22 жовтня 2024      | Загинув у селі Спірне Сіверського напрямку. 30 жовтня похований на Лісовому кладовищі в Києві |
| 23337     |                  | Боляк Іван                                   | 35 років, с. Давидів. Був сержантом, командиром бойової машини реактивного артилерійського взводу реактивної артилерійської батареї. За особисту мужність і героїзм, виявлені у захисті державного суверенітету та територіальної цілісності України, нагороджений відзнакою Президента України "За оборону України". | 22 жовтня 2024      | Загинув під час виконання бойового завдання у Донецькій області . |
| 23338     |                  | Цуд Дмитро Васильович («Дуц»)                | 30 квітня 2003, м. Носівка Чернігівської області. Після 7-го класу залишив школу та вступив у НОК Київського ліцею ім. Івана Богуна де відмінно навчався та виконував обовʼязки командира відділення. Продовжив навчання у Київському військовому ліцеї ім. Івана Богуна. Перебував на посаді головного сержанта роти. По закінченню Київського військового ліцею ім. Івана Богуна вступив до Військової академії (м. Одеса) де почав шлях становлення офіцера-спецпризначення. Командиру групи 73-го окремого центру Сил Спеціальних Операцій. | 30 жовтня 2024      | Натрапив на ворожу засідку, прийняв бій, віддавши наказ своїм побратимам відступити. Похований на кладовищі в с. Степові Хутори . |
| 23339     |                  | Кравець Володимир                            | 31 січня 1969, с. Лідаво Здовбицької громади. Навчався у початковій місцевій школі, згодом у Гільчанській школі, здобув спеціальність тракторист-машиніст у місті Острог. Працював за спеціальністю, був одружений та виховував двох чудових доньок. Став на захист України у лютому 2022 року. У липні 2024 року був нагороджений нагрудним знаком «Ветеран війни». | 30 жовтня 2024      | Похований у с.Лідаво. |
| 23 жовтня |                  |                                              | |                     | |
| 23360     |                  | Придатко Іван («Край»)                       | 4 липня 1996. Закінчив 35-ту школу міста Чернігів. Навчався на історичному факультеті Національного університету «Чернігівський колегіум» імені Т.Г. Шевченка. Потім отримав ступінь магістра за спеціальністю «Менеджмент» у Національному університеті «Чернігівська політехніка». У Чернігові працював барменом, а коли переїхав до Києва — кухарем, у закладі «Хлібний». Мобілізувався навесні 2022-го. Служив у спецпідрозділі "Азову" — "К12" | 23 жовтня 2024      | Загинув поблизу селища Неліпівка Бахмутського району на Донеччині від артобстрілу. Залишилися дружина та піврічна донька. Похований у Києві на Лук'янівському військовому кладовищі |
| 23361     |                  | Савченко Іван                                | 45 років, м. Турка. Був головним сержантом, інспектором прикордонної служби 3 категорії-майстер інженерно-позиційної групи З прикордонної застави 1 прикордонної комендатури військової частини 49971. | 23 жовтня 2024      | [ 136 ] |
| 23362     |                  | Польовий Ігор («Слон»)                       | 20.10.1996, с. Дюла Закарпатської області. Народився у родині прикордонників. Навчався у колишній Старосинявській загальноосвітній школі І-ІІ ступенів №1 та Черкаській загальноосвітній школі І-ІІІ ступенів № 11. У зв’язку із частими переїздами батьків-військовослужбовців змінив низку закладів освіти. У 2021 році закінчив Національний університет «Одеська юридична академія». Батько Ігоря виконував бойові завдання у зоні проведення АТО, тому під час навчання, ще у 17-річному віці, записався до навчального центру ДПСУ, щоб відправитися на фронт. Проходив військову службу у складі Одеського прикордонного загону (ВПС «Одеса»), згодом вступив до Національної академії Державної прикордонної служби України. Проходив службу у відділі спеціальних дій 1-го Одеського загону морської охорони. Лейтенант. Із початком повномасштабного вторгнення виконував бойові завдання на Херсонському та Миколаївському напрямках, далі добровільно перейшов до складу 15-го мобільного прикордонного загону «Сталевий кордон» ДПСУ. Тут був призначений на посаду начальника відділу прикордонної служби наземної та повітряної розвідки (тип С). Очолюючи свій підрозділ, виконував бойові завдання на східному напрямку. За особисту мужність був нагороджений численними відзнаками, зокрема, медаллю «За військову службу Україні», «Знаком пошани» міністра оборони України, відомчими нагородами та іменною вогнепальною зброєю. | 23 жовтня 2024      | Залишилися батьки, син та колишня дружина . |
| 23363     |                  | Бурхан Ігор                                  | 28 років, с. В’язівок. Старший солдат | 23 жовтня 2024      | Загинув у Верхньокам’янському Бахмутського району Донецької області . |
| 23364     |                  | Суханов Олександр                            | 23.01.1980, м. Львів. Навчався у колишній Середній загальноосвітній школі № 16 м. Львова. Після завершення навчання почав працювати менеджером у мережах казино «Шанс» та «Флеш». Згодом працював у гральному бізнесі у Королівстві Марокко. Із початком повномасштабного вторгнення російської федерації добровольцем вступив до лав 12-ї бригади спеціального призначення «Азов» НГУ. | 23 жовтня 2024      | Залишилися дружина, син, донька та двоюрідні сестри |
| 23365     |                  | Литвин Руслан                                | м. Добротвір. Був командиром кулеметного взводу роти вогневої підтримки військової частини А4575, 214 ОСпБ. | 23 жовтня 2024      | Загинув поблизу населеного пункту Катеринівка Покровського району Донецької області . |
| 23366     |                  | Фис Андрій                                   | 27.10.1985, с. Великий Дорошів Львівської області. Навчався у Великодорошівському закладі загальної середньої освіти І-ІІ ступенів, згодом вступив до Великогрибовицького ліцею Львівської міської ради. Здобув вищу освіту у Національному університеті «Львівська політехніка» за спеціальністю «Інформаційна безпека». Після завершення навчання працював у різних сферах у місті Львові, займався, зокрема, програмуванням. Із початком повномасштабного вторгнення долучився до війська. Виконував бойові завдання у лавах 33-ї окремої механізованої бригади. | 23 жовтня 2024      | Залишилися батьки, сестра, племінниця та велика родина |
| 23367     |                  | Коваленко Сергій («Іменинник»)               | 26 лютого. Пролісне (колишнє Чкаловське), Харківська область. Ветеран АТО. З перших днів повномасштабного вторгнення став на захист України в складі 113 бригади Територіальної оборони. З часу окупації рідного селища обіцяв його визволити і згодом визволяв його. | 23 жовтня 2024      | Останній свій бій разом з побратимами прийняв поблизу міста Вугледар |
| 24 жовтня |                  |                                              | |                     | |
| 23390     |                  | Ліпський Сергій Олексійович («Чорномор»)     | Багаторічний начальник артилерії 57-ї бригади. Командир 420-го окремого батальйону. За віком і станом здоровʼя він міг давно демобілізуватися. У липні у нього мала бути термінова операція. Але його призначили командиром батальйону, він вважав це великою честю і відповідальністю. Він відкладав операцію, тому що дуже цінував довіру і дуже боявся підвести своїх людей. | 24 жовтня 2024      | Помер у лікарні, куди його госпіталізували перед тим |
| 23391     |                  | Рябошлик Олександр Володимирович             | 29.11.1975, с. Ревбинці Чорнобаївського району Черкаської області. Брав участь в АТО. Був депутатом Черкаської обласної ради сьомого скликання від партії “Українське об’єднання патріотів – Укроп”. Після повномасштабного вторгнення знову долучився до лав ЗСУ. | 25 жовтня 2024      | Помер у госпіталі від поранень, отриманих 2 вересня 2024 року на околицях Торецька на Донеччині.. |
| 23392     |                  | Подгорний Євген («Бульдозер»)                | 33 роки, м. Дніпро. У мирному житті працював водієм. У 2014 – 2015 роках боронив незалежність України в зоні АТО. Під час повномасштабної війни, у липні 2024 року чоловік повернувся до лав захисників, підписавши контракт із ЗСУ. Воював у складі 3-ї окремої штурмової бригади. | 25 жовтня 2024      | Загинув під час бойового завдання поблизу села Новоєгорівка на Луганщині |
| 23393     |                  | Купецький Ігор                               | 35 років, с. Двірці Шептицького району. Долучився до війська в липні 2024. Служив у військовій частині А4689. | 25 жовтня 2024      | [ 161 ] |
| 25 жовтня |                  |                                              | |                     | |
| 23410     |                  | Шуляк Ігор Володимирович                     | 50 років, м. Бахмач. Вчився в місцевій школі, отримав вищу освіту за спеціальністю "юрист". До 2009 року працював дільничним інспектором, а після — вийшов на пенсію та працював охоронцем. Пішов добровольцем і навчився керувати дронами. У 48 років опанував професію оператора безпілотників. Був бійцем "Легіону Свободи", командиром відділення 420 окремого батальйону безпілотних систем. 28 вересня отримав поранення під час виконання бойового завдання, у результаті атаки ворожого дрона. | 25 жовтня 2024      | Помер на Вінниччині від ран отриманих під час бойового завдання на Покровського напрямку. Похорон відбувся 27 жовтня 2024 в Бахмачі . |
| 23411     |                  | Кравцун Георгій                              | м. Трускавець. Був молодшим сержантом, стрільцем стрілецького відділення 67 окремого батальйону територіальної оборони. Після початку повномасштабного вторгнення добровільно долучився до лав ЗСУ. У квітні 2024 року був важко поранений біля населеного пункту Нова Новосілка Донецької області. | 25 жовтня 2024      | Помер 24 жовтня 2024 року |
| 23412     |                  | Рагузов Дмитро                               | 21.02.1999, 25 років, с. Саджавка, Івано-Франківської області. Закінчив Саджавський ліцей. Учасник АТО/ООС. Пішов на війну разом із батьком, коли почалося повномасштабне вторгнення. Служив медиком, якраз під час евакуації поранених його там поранило у руку. Руку не вдалося врятувати, однак після лікування ніби все було добре. | 25 жовтня 2024      | Раптово помер в одній із київських лікарень внаслідок поранення отриманого поблизу села Журавльовка Білгородської області. Залишилися мати, батько, дідусь з бабусею й дві менші сестри . |
| 23413     |                  | Поворозник Михайло Олександрович             | м. Заліщики | 25 жовтня 2024      | Загинув в районі н.п. Богоявленка Донецької області |
| 23414     |                  | Жук Іван Петрович                            | 5.02.1994, с.Гвоздець. Проживав у с. Топільниця. З перших днів повномасштабного вторгнення чоловік добровільно долучився до лав ЗСУ. Проходив військову службу по мобілізації у військовій частині А0998 (24-та механізована бригада імені короля Данила) | 25 жовтня 2024      | Загинув поблизу населеного пункту Часів Яр Донецької області, внаслідок артилерійського обстрілу |
| 23415     |                  | Бaрнa Івaн Микoлaйoвич                       | 3.07.1991, м. Бережани. Закінчив Бережанську загальноосвітню школу № 1. Після школи навчався Бережанському агротехнічному інституті за спеціальністю «Електрик». Після навчання працював будівельником. Мобілізований на військову службу 15.08.2024 року. Навідник 1 мiнoметнoгo відділення 2 рoти мoрськoї пiхoти 2 бaтaльйoну мoрськoї пiхoти, 38ОБрМП, матрос | 25 жовтня 2024      | Загинув в зoнi викoнaння бoйoвих зaвдaнь поблизу н. п. Микoлaївкa Пoкрoвськoгo рaйoну Дoнецькoї oблaстi. Залишилися дружина, син, мама, брати і сестри. Похований на Алеї Героїв кладовища м. Бережани (Старе кладовище) .                                                                      |
| 23416     |                  | Довганик Олег                                | 43 роки, с. Великий Дорошів Куликівської громади. Обороняв Україну в складі 503 окремого батальйону морської піхоти (військова частина А1275). | 25 жовтня 2024      | Загинув поблизу міста Мирноград Донецької області |
| 23417     |                  | Островський Назар                            | 18 червня 1985, м. Львів. Навчався у колишньому Греко-католицькому ліцеї імені Климентія Шептицького. Вчився у Львівському університеті імені Івана Франка на факультеті філософії та в Університеті внутрішніх справ. Був учасником львівського протестного руху молоді за часів громадянської кампанії “Пора”, брав участь у Помаранчевій революції та Революції гідності. На початку війни пішов добровольцем в “Азов”, брав участь у боях за Маріуполь. Потім воював в АТО у складі батальйону “Львів”. З початком повномасштабного вторгнення брав участь в боях за Ірпінь. Потім ненадовго повернувся у Львів, щоб провести час з новонародженим сином. Згодом долучився до підрозділу “Лють”, потім знову до “Азову”. У цивільному житті працював дільничним офіцером у Сихівському райвідділі поліції Львова, їздив на виклики по боротьбі з домашнім насильством. | 25 жовтня 2024      | Загинув в селі Катеринівка поблизу селища Нью-Йорк Донецької області внаслідок скиду вибухівки з безпілотника. Залишилися дворічний син Максим, дружина, батьки та сестри. Похорон відбувся 13 грудня 2024 у Львові                                                                             |
| 23418     |                  | Сапронов Юрій                                | 21.08.1984, м. Львів. Навчався у Ліцеї № 18 Львівської міської ради. Одразу після закінчення навчання разом із своїм батьком почав працювати автослюсарем. Проходив строкову військову службу у Львові. Завершивши службу, змінив кілька видів діяльності, зокрема, працював у сфері охорони власності, а згодом – експедитором. Із початком повномасштабного вторгнення став на захист України. Виконував бойові завдання із оборони незалежності та суверенітету України у 15-му гірсько-штурмовому Севастопольському батальйоні 128-ї окремої гірсько-штурмової закарпатської бригади. | 25 жовтня 2024      | Залишився брат із родиною |
| 23419     |                  | Петрук Віктор Іванович                       | Служив водієм-слюсарем із технічного обслуговування бронетанкової техніки в складі 110-ї окремої механізованої бригади імені генерал-хорунжого Марка Безручка. | 25 жовтня 2024      | З 14 грудня 2023 року вважався зниклим безвісти, однак стало відомо, що 25 жовтня 2024 року його життя обірвалося в полоні у слідчому ізоляторі м. Кіровське Донецької області від важкого швидкоплинного захворювання. Тіло вдалося повернути в процесі обміну                                 |
| 23420     |                  | Романов Юрій Миколайович                     | Оболонь, Київ. З 2022 року добровольцем став на захист Батьківщини та вступив до рядів 110 бригади на посаду мінометника. Пройшов шлях від Авдіївки та до Покровська, за що був нагороджений відзнакою від Президента України «За Оборону України» та «За оборону Авдіївки». | 25 жовтня 2024      | Загинув в населеному пункті Цукурине Покровського району Донецької області . |
| 26 жовтня |                  |                                              | |                     | |
| 23440     |                  | Осадчук Андрій                               | Був учасником АТО з 2014 року. Захищав країну й під час повномасштабного вторгнення. | 26 жовтня 2024      | Помер, залишилися дружина та племінниця, опікуном якої він став після втрати рідної сестри . |
| 23441     |                  | Бойко Віталій Васильович                     | 11 жовтня 1979. Служив гранатометником у 2 відділенні 1 стрілецького взводу стрілецької роти 50 полку імені полковника Семена Височана | 26 жовтня 2024      | Загинув поблизу села Терсянка Запорізької області . |
| 23442     |                  | Груша Андрій                                 | 26.03.1971, м. Львів. Навчався у Ліцеї №38 Львівської міської ради. Здобув освіту у Відокремленому структурному підрозділі «Технологічний коледж Національного університету «Львівська політехніка». Після завершення навчання працював у Приватному акціонерному товаристві «Прикарпатпромарматура», згодом обіймав посаду старшого інженера охорони праці у Товаристві з обмеженою відповідальністю «Онур Конструкціон Інтернешнл». Активно вивчав історію, досконало знав Львів. Із початком повномасштабного вторгнення став до лав ЗСУ. Виконував бойові завдання у лавах 10-ї окремої гірсько-штурмової бригади «Едельвейс». | 26 жовтня 2024      | Залишилися двоюрідні брати і сестри, швагро, племінниця та хрещена донька |
| 23443     |                  | Єгоров Іван («Гора»)                         | 08.07.1996, селище Козацьке Херсонської області. Походив із відомого на Херсонщині козацького роду Єгорових. Навчався у Ліцеї № 1 імені Олександра Довженка Новокаховської міської ради. Згодом вступив до Новокаховського політехнічного фахового коледжу Національного університету «Одеська політехніка». Вищу освіту здобув у Одеській політехніці за напрямком «Електротехніка та електротехнології». Тут також отримав ступінь магістра за спеціальністю «Електроенергетика, електротехніка, електромеханіка». Завершивши навчання, займався торгівлею автомобілів. Із початком повномасштабного вторгнення його родина була змушена покинути рідний дім. У 2022 році він разом із вагітною дружиною переїхали до Львова. Почав працювати у ресторанній сфері, захоплювався рибальством і активно займався спортом, зокрема, рафтингом, катанням на лижах, ковзанах. Згодом став до лав ЗСУ. Виконував бойові завдання із захисту суверенітету та територіальної цілісності держави на Донеччині у складі 79-ї окремої десантно-штурмової бригади. | 26 жовтня 2024      | Залишилися мама, дружина, дворічний син, сестра |
| 23444     |                  | Соколов Сергій Миколайович («Леброн»)        | 22 роки, м. Кілія. Лейтенант, командир гранатометного взводу. | 26 жовтня 2024      | Загинув біля села Леонідівка на Донецькому напрямку |
| 23445     |                  | Єгоров Даниїл («Франциск»)                   | 24 роки. Член національної збірної України з академічного веслування. Був бронзовим призером чемпіонату Європи серед юніорів 2017 року, срібним призером чемпіонату Європи до 23 років 2019 року. | 26 жовтня 2024      | Загинув у бою під Нью-Йорком Бахмутського району |
| 27 жовтня |                  |                                              | |                     | |
| 23470     |                  | Семенов Євген Сергійович                     | 1996, с. Дубове. | 27 жовтня 2024      | У ніч на 26 жовтня в с. Заволока Чернівецького району водій автомобіля «BMW» не впорався із керуванням та зіткнувся з бетонною перешкодою. Похорон відбувся 28 жовтня в селі Михальча |
| 23471     |                  | Великий Іван                                 | 31 рік, с. Туринка, Львівська область | 27 жовтня 2024      | [ 150 ] |
| 23472     |                  | Дзюбан Марко                                 | 31.07.1992, м. Львів. Навчався у Ліцеї № 8 Львівської міської ради та Середній загальноосвітній школі №67 міста Львова; у Львівському професійному коледжі готельно-туристичного та ресторанного сервісу. Здобував освіту на кафедрі транспортних технологій Національного університету «Львівська політехніка». Після завершення навчання працював на швейному виробництві, згодом – водієм карети швидкої допомоги. Впродовж останнього періоду був водієм на місцевому підприємстві легкої промисловості. Із початком повномасштабного вторгнення долучися до оборони України. Служив у лавах 4-го батальйону оперативного призначення «Сила Свободи» 4-ї бригади оперативного призначення «Рубіж» НГУ. | 27 жовтня 2024      | Залишилися батьки, кохана дружина та двоє люблячих доньок . |
| 23473     |                  | Ступак Андрій                                | 44 роки, с. Забужжя Кам’янка-Бузької громади. Став на захист України ще на початку АТО/ООС. | 27 жовтня 2024      | Загинув під час виконання бойового завдання поблизу Новодмитрівки Донецької області |
| 23474     |                  | Власенко Олег                                | 42 роки, селище Новий Яричів Львівського району. Вступив у лави 80-ї окремої десантно-штурмової Галицької бригади у 2020 році. Був учасником бойових дій ООС. Від початку повномасштабного вторгнення був водієм машини для евакуації поранених. | 27 жовтня 2024      | У червні 2024 року стан здоров’я воїна погіршився. Помер 27 жовтня |
| 23475     |                  | Горбулінський Броніслав                      | 48 років, м. Броди Золочівського району. Брав участь в ОСС. Проходив службу на посаді керівника польотами. | 27 жовтня 2024      | Помер 27 жовтня через хворобу |
| 23476     |                  | Ткаченко Сергій                              | 13.02.1982, м. Львів. Навчався у Середній загальноосвітній школі № 72. Після завершення навчання, ще будучи підлітком, почав працювати майстром-вкладальником у ТЦ «InVar». Згодом розпочав роботу у Приватному підприємстві «Флоор Бест» у місті Львові. Із початком повномасштабного вторгнення долучився до ЗСУ. Завдяки вмінню швидко навчатись і творчому підходу, швидко опанував роботу безпілотних літальних апаратів. Боронив країну на східному напрямку фронту у лавах 77-ї окремої аеромобільної Наддніпрянської бригади. | 27 жовтня 2024      | Залишилися мама, син та молодший брат |
| 23477     |                  | Микитишин Василь                             | 10.01.1979, с. Вишнівчик Львівської області. Навчався у колишній Трудовацькій початковій школі Золочівської міської ради, згодом вступив до Великовільшаницької загальноосвітньої школи І-ІІІ ступенів. Здобув освіту у Державному професійно-технічному навчальному закладі «Червоненське вище професійне училище». Проходив військову службу в армії. Повернувшись, працював у будівельній сфері міста Львова. Із початком повномасштабного вторгнення російської федерації вступив до лав ЗСУ. Боровся із російськими окупантами на східному напрямку у складі 117-ї окремої механізованої бригади. | 27 жовтня 2024      | Залишилися батьки, дружина, трирічна донька, брат із сестрою |
| 23478     |                  | Вергун Едуард Миколайович                    | 1978. Механік, інженерно-aеродромного взводу аеродромно-експлуатаційної роти, солдат. | 27 жовтня 2024      | |
| 23479     |                  | Сочка Михайло Васильович                     | 32 роки, м. Марганець. Матрос. | 27 жовтня 2024      | Загинув на Херсонщині |
| 23480     |                  | Бурич Віталій                                | 1987, с. Білка Березнівської громади. Служив з жовтня 2023. Брав участь у боях із окупантами на Куп’янському напрямку. | 27 жовтня 2024      | Перебував вдома на реабілітації після поранення, отриманого на передовій |
| 23481     |                  | Марко Василь                                 | 22.01.1970, с. Буців. Навчався у Волицькому навчально-виховному комплексі «Загальноосвітній навчальний заклад І-ІІІ ступенів – дошкільний навчальний заклад» Шегинівської сільської ради Яворівського району Львівської області. | 27 жовтня 2024      | [ 183 ] |
| 28 жовтня |                  |                                              | |                     | |
| 23500     |                  | Гарасимчук Ярослав Васильович                | 19 лютого 1978, с. Котиківка. Служив стрільцем взводу охорони Дрогобицького районного територіального центру комплектування та соціальної підтримки. | 28 жовтня 2024      | |
| 23501     |                  | Зарівник Володимир                           | с. Куличків Великомостівської громади Шептицького району. Був інспектором у Державній прикордонній службі України. | 28 жовтня 2024      | Загинув поблизу населеного пункту Синельникове на Харківщині під час виконання бойового завдання . |
| 23502     |                  | Шевчук Антон («Растішка»)                    | 12.04.1988, м. Львів. Навчався у Гімназії №4 Червоноградської міської ради Львівської області. Працював лікарем-анестезіологом у КНП ЛОР «Львівська обласна клінічна лікарня». Закінчив Івано-Франківський медуніверситет. Був активним учасником Революції Гідності. У травні 2014-го став до лав 25-го батальйону територіальної оборони “Київська Русь”. Служив у районі Дебальцевого. Очолював медичну роту 59-ї бригади та евакуаційно-сортувальне відділення. На фронті отримав важке ушкодження хребта, але після відновлення повернувся на фронт. Впродовж 2017-2019 років навчався в Українській військово-медичній академії. Після закінчення навчання обійняв посаду заступника начальника Білоцерківського військового госпіталю. Станом на серпень 2023 року Антон Шевчук обіймав посаду начальника медичної служби 82-ї окремої десантно-штурмової бригади ЗСУ. В останні місяці служив керівником евакуаційного відділення медичної роти у 153-й бригаді, майор. | 28 жовтня 2024      | Похований на Личаківському кладовищі у Львові. Залишилися дружина, мама, тато, двоюрідний брат, хрещена донька |
| 23503     |                  | Лаганяк Василь                               | м. Дрогобич. Після завершення навчання проходив службу у військовій частині А1108. З початком повномасштабного вторгнення військовий перебував на передових позиціях фронту. Був начальником радіолокаційної станції взводу радіолокаційної розвідки батареї радіолокаційного дивізіону артилерійської розвідки. | 28 жовтня 2024      | Загинув під час виконання бойового завдання поблизу Роздольного на Донеччині |
| 23504     |                  | Овчарук Дмитро                               | с. Колбаєвичі Рудківської громади. Був кулеметником штурмового спеціалізованого відділення роти штурмового спеціалізованого батальйону (Шквал) військової частини А4638. | 28 жовтня 2024      | Загинув під час виконання бойового завдання на Луганському напрямку біля Макіївки |
| 23505     |                  | Романюк Андрій Олександрович («Воробєй»)     | 26 років. У 16 років брав участь у Революції гідності, згодом став добровольцем, був учасником АТО. У 2023 році отримав поранення, проходив лікування та якомога швидше прагнув повернутися на війну. Молодший сержант, командир відділення ударних безпілотних авіаційних комплексів 49 ОШБ “Карпатська Січ” | 28 жовтня 2024      | Залишилася кохана дівчина. Прощання відбулося 1 листопада в Києві та 2 листопада у Вінниці . |
| 23506     |                  | Бардій Павло                                 | 8.07.1985, м. Львів. Навчався у Ліцеї №5 імені Іванни та Іллі Кокорудзів Львівської міської ради. Здобув вищу освіту у Національному університеті «Львівська політехніка» за спеціальністю «Менеджмент». Після завершення навчання впродовж певного періоду працював у сфері охорони власності у місті Львові. У 2015 році за власним бажанням підписав контракт із Збройними Силами України. Виконував бойові завдання із захисту суверенітету та територіальної цілісності Батьківщини у лавах 24-ї окремої механізованої бригади. | 28 жовтня 2024      | Залишилися мама, дві сестри та брат |
| 23507     |                  | Пронюк Юрій                                  | 8.03.1994, м. Жидачів Львівської області. Навчався у Середній загальноосвітній школі № 54 м. Львова. Здобув освіту у Львівській державній фінансовій академії. Після завершення навчання працював у будівельній сфері у Республіці Польща. Із початком повномасштабного вторгнення повернувся з-за кордону та добровільно став на захист України. Виконував бойові завдання із оборони суверенітету та територіальної цілісності України у лавах 4-го окремого загону спеціального призначення «Омега» Центру спеціального призначення НГУ. Боровся із окупантами на території Донецької, Луганської та Запорізької областей. За особисту мужність був нагороджений відзнакою Президента «За оборону України». | 28 жовтня 2024      | Залишилися мама, дружина, двоє дітей, сестра та брат |
| 23508     |                  | Попіль Іван Володимирович                    | 16 липня 1997. Закінчив Тернопільський національний медичний університет у 2020 році. Перебував на посаді командира стрілецького взводу стрілецької роти. | 28 жовтня 2024      | [ 188 ] |
| 23509     |                  | Каташ Артур («Арті»)                         | 1.07.1999, м. Маріуполь Донецької області. Навчався у Комунальному закладі «Маріупольська загальноосвітня школа І-ІІІ ступенів №10 Маріупольської міської ради Донецької області». У школі був надзвичайно енергійною дитиною, займався джиу-джитсу та брав активну участь у місцевих змаганнях. Із дитинства прагнув стати моряком, тож ще під час навчання в школі вступив на підготовчі курси при Азовському морському інституті Національного університету «Одеська морська академія». Згодом більше року пропрацював суші-шефом у закладі «Bluefin». Із початком повномасштабного вторгнення переїхав на Львівщину. Після проходження бойових навчань на території Запорізької області за власним бажанням доєднався до лав 12-ї бригади спеціального призначення «Азов». Виконував бойові завдання у «гарячих» точках фронту. | 28 жовтня 2024      | Залишилися мама, двоє братів, сестра та наречена |
| 23510     |                  | Мартинюк Владислав                           | 33 роки, м. Буськ. Долучився до ЗСУ у червні 2023 року та служив у складі 36 окремої бригади морської піхоти. Був розвідником-сапером взводу інженерної розвідки. | 28 жовтня 2024      | Загинув у селищі Михайло-Коцюбинське Чернігівської області |
| 29 жовтня |                  |                                              | |                     | |
| 23530     |                  | Юзіков Євгеній Радійович                     | 1984 | 29 жовтня 2024      | Загинув поблизу населеного пункту Бологівка Дворічанської селищної громади Куп’янського району Харківської області. |
| 23531     |                  | Лебеденко Володимир                          | 30 січня 1970, м. Слов'янськ. Навчався у загальноосвітній школі № 8. Після отримання неповної середньої освіти та закінчення професійно-технічного училища був призваний в армію — служив у берегових військах на Камчатці. Після армії влаштувався на Слов'янський керамкомбінат гіпсомодельником. Згодом змінив декілька професій, але найдовше працював водієм-перевізником. У жовтні 2023 року пішов на фронт добровольцем. Боронив Донеччину у складі 60-ї окремої механізованої Інгулецької бригади, був нагороджений медаллю "Хрест 60 ОМБр". | 29 жовтня 2024      | Похований на кладовищі на вулиці Данила Галицького. У нього залишилися дружина, син та донька |
| 23532     |                  | Нагорощук Сергій                             | 51 рік, с. Черчичі Волинської області. Згодом переїхав на Херсонщину, а потім його родина оселилась в Новомиколаївці Скадовського району Херсонської області. | 29 жовтня 2024      | 28 жовтня 2024 року він виконував бойове завдання на лівому березі Дніпра Херсонської області. А з 29 жовтня 2024 року вважався зниклим безвісти. Похований в селищі Головне Волинської області .                                                                                               |
| 23533     |                  | Состін Микола Миколайович («Моцарт»)         | 22.06.1985, м. Харків. Був ударником у блек-метал гуртах Drudkh, Astrofaes, «Заводь», сладж-проєкті SOOM, гурті CAD'13. З серпня 2024 служив в 25 ОПДБр. | 29 жовтня 2024      | Загинув на Покровському напрямку |
| 23534     |                  | Тихий Андрій Васильович                      | 11 грудня 1988, м. Горохів. Солдат НГУ | 29 жовтня 2024      | Загинув на Харківщині внаслідок атаки ворожого дрону |
| 30 жовтня |                  |                                              | |                     | |
| 23560     |                  | Андрусишин Андрій                            | 22 листопада 2002, с. Лісний Хлібичин. Служив стрільцем 2 стрілецького відділення 3 стрілецького взводу 3 стрілецької роти однієї з військових частин ЗСУ. | 30 жовтня 2024      | Загинув через мінометний обстріл українських позицій військовими РФ поблизу міста Гуляйполе Запорізької області |
| 23561     |                  | Горинь Руслан                                | 45 років, с. Куровичі Глинянської громади. Під час повномасштабної війни проходив службу у військовій частині А0998. Мав звання старшого сержанта. | 30 жовтня 2024      | Помер через погіршення здоров`я внаслідок війни |
| 23562     |                  | Котасевич Нікіта Сергійович («Мороз»)        | 20 квітня 2004, м. Київ. На початку повномасштабного вторгнення рф у віці 17 років виїхав за кордон, та вже в червні 2023 року повернувся з-за кордону і в свої 19 років в вересні 2023 р. за власним бажанням підписав контракт зі ЗСУ. Солдат, командир відділення 1-го штурмового відділення 1-го штурмового взводу 2-ї штурмової роти 1-го штурмового батальйону в/ч № A4638, III Окремої Штурмової Бригади. Перебував у найгарячіших точках Донецької області (м. Авдіївка, м. Бахмут, м. Часів Яр, с. Кліщіївка), Запорізької, Харківської, Луганської областей. За час виконання обов'язків військової служби був двічі поранений та мав три контузії. | 30 жовтня 2024      | Загинув внаслідок смертельного осколкового поранення від мінно-вибухового пристрою в районі села Новоєгорівка Сватівського району Луганської області |
| 23563     |                  | Подгорнов Костянтин                          | 24 липня 1992, м. Попасна. Здобув неповну середню освіту в Попаснянській ЗОШ № 24. Працював зварювальником в ремонтній бригаді. Повномасштабне вторгнення зустрів у рідному місті, а у кінці березня 2022 року евакуаційним автобусом виїхав до міста Бахмут, а потім до Полтави. 6 серпня 2024 року мобілізований до лав ЗСУ. Служив на посаді навідника 3-го відділення взводу морської піхоти однієї з військових частин. | 30 жовтня 2024      | Загинув під час атаки безпілотниками в селі Дар'їно Суджанського району Курській області. Поховали захисника на Зіньківському кладовищі на Алеї Слави в Полтавській області . |
| 23564     |                  | Покровецький Василь Петрович                 | 4 січня 1971, с. Новичка Калуського району. Він був гранатометником 2 гірсько-штурмового відділення 2 механізованого батальйону 10 окремої гірсько-штурмової бригади "Едельвейс". | 30 жовтня 2024      | Загинув під час бойового завдання поблизу села Веселе Соледарської громади Бахмутського району . |
| 23565     |                  | Лантух Ігор Миколайович                      | 7.07.1974, м. Гайсин Вінницька область. | 30 жовтня 2024      | Загинув поблизу населеного пункту Іллінка , Донецька область |
| 31 жовтня |                  |                                              | |                     | |
| 23590     |                  | Ушаков Дмитро                                | 25.02.1976, м. Донецьк. Навчався у Донецькій спеціалізованій загальноосвітній фізико-математичній школі І-ІІІ ступенів №35. У 1999 році закінчив Донецьку державну академію управління і отримав повну вищу освіту за спеціальністю «Менеджмент організацій». Займався приватним підприємництвом у різних сферах у Донецьку. У вільний час активно займався спортом: захоплювався футболом, був засновником команди «Ураган Бартатів», також отримав звання майстра спорту України з боксу. У 2014 році з родиною переїхав до Львова, де розпочав власну справу у сфері перевезень. Із перших днів повномасштабного вторгнення добровільно долучився до війська. Боронив державу на території Запорізької, Донецької, Харківської та Луганської областей у лавах 125-ї окремої бригади територіальної оборони. | 31 жовтня 2024      | Залишилися дружина, двоє дітей та брат |
| 23591     |                  | Корнієнко Дмитро                             | м. Лисичанськ. Після початку повномасштабного вторгнення разом із родиною переїхав до Рівненської області — у селище Рафалівка. | 31 жовтня 2024      | Загинув у бою біля села Петропавлівка Куп'янського району на Харківщині. Залишилась дружина та троє дітей |
| 23592     |                  | Підборецький Мирослав Володимирович          | 3 квітня 1994, м. Долина. Служив гранатометником 1 єгерського відділення 2 єгерського взводу 1 єгерського батальйону. | 31 жовтня 2024      | Загинув поблизу міста Селидове Покровського району Донецької області . |